# Église Saint-Michel de Juziers
L'église Saint-Michel est une église catholique paroissiale, située à Juziers, dans les Yvelines, en France.
Ses origines remontent au Xe siècle. Elle était placée sous le patronage de l'abbaye Saint-Père-en-Vallée de Chartres sous l'Ancien Régime, qui entretenait un prieuré au nord de l'église à partir du XIe et jusqu'à la fin du XVIIe siècle. Dans sa forme actuelle, l'église se compose d'une nef basilicale très austère du milieu du XIe siècle, d'un transept contemporain, et d'un chœur du troisième quart du XIIe siècle. Les parties les plus anciennes sont d'une grande valeur archéologique, car très peu d'édifices de cette ampleur de cette époque subsistent en Île-de-France. Leur intérêt est toutefois diminué par la reconstruction de la façade occidentale, le voûtement d'ogives et la réduction de l'arcade vers le croisillon sud au cours des années 1850, et l'effondrement du clocher central en 1753, entraînant de gros dégâts dans le transept.
Le chœur est tout aussi précieux pour son architecture originale, non dépourvue d'élégance, et en tant que témoin des commencements de l'architecture gothique. Il n'a subi aucun remaniement depuis sa construction.
L'église Saint-Michel a été classée monument historique très tôt par avis de classement du 1er août 1850, et soumise à une restauration intégrale au cours de la période suivante. Juziers est aujourd'hui affilié au secteur pastoral de la Rive Droite de la Seine avec siège à Meulan, et l'église Saint-Michel accueille des messes dominicales anticipées un samedi sur deux, à 18 h 30.

## Localisation
L'église Saint-Michel se situe en France, en région Île-de-France et dans le département des Yvelines, dans le Vexin français, sur la rive droite de la Seine, sur la commune de Juziers, rue de l'Église. Cette rue est une place publique engazonnée et plantée d'arbres, qui est délimitée par une rangée de maisons au nord, l'avenue de Paris (RD 190) au sud, et l'église et son ancien cimetière à l'ouest. Il est aménagé en espace vert, et permet de voir les ruines de l'ancien croisillon sud de l'église, qui a été reconstruit au XVIIe siècle selon un plan réduit. Le cimetière actuel se situe de l'autre côté de la RD 190, en face, et la Seine, juste derrière. L'église est également visible depuis la RD 190, dont elle n'est que peu éloignée. Son chevet est cependant enclavé dans une propriété privée, et il en va de même de l'élévation nord.

## Historique

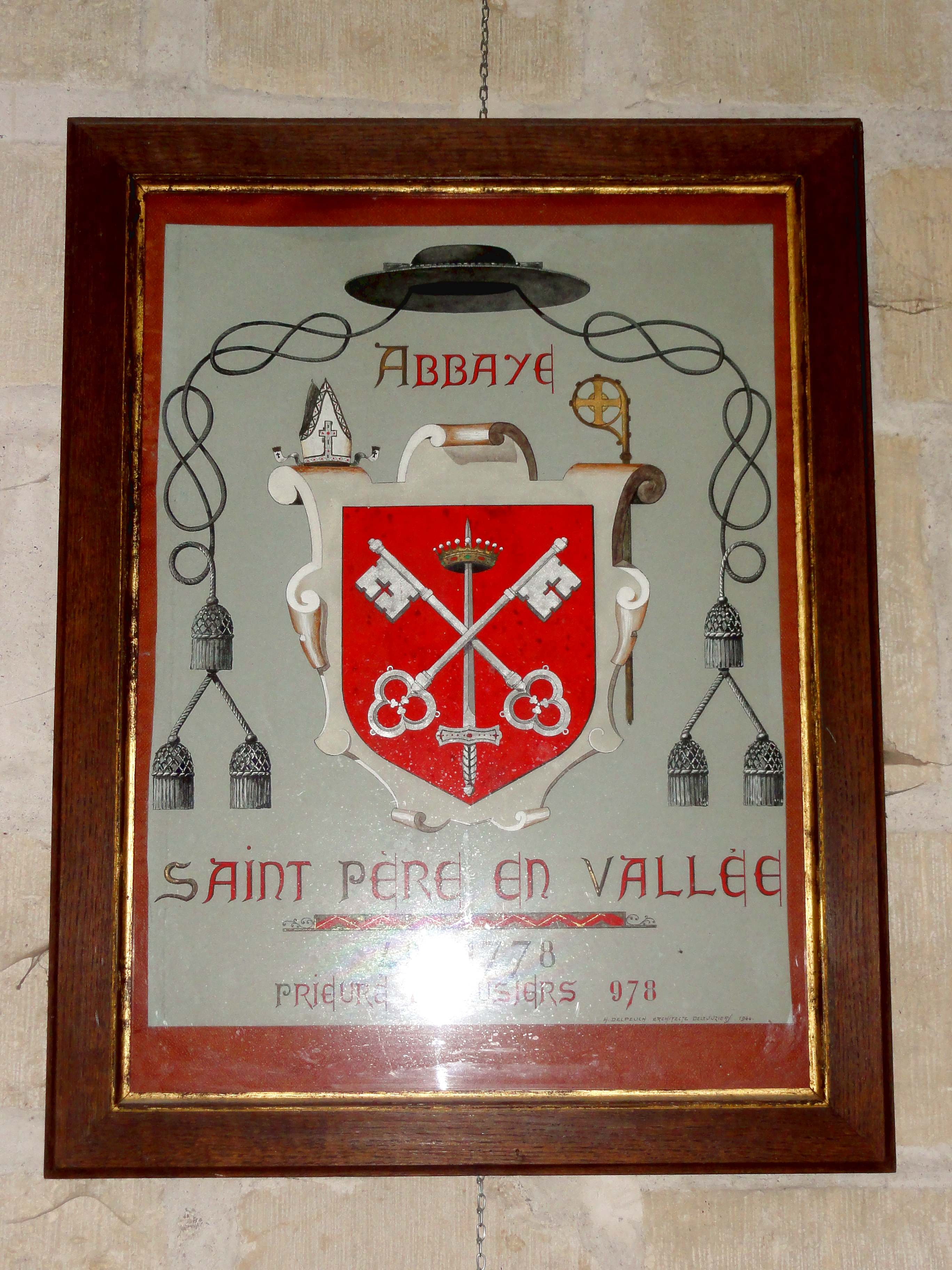
Armes de l'abbaye Saint-Père de Chartres - prieuré de Juziers.

Sous l'Ancien Régime, Juziers relève de l'archidiocèse de Rouen, de l'archidiaconé du Vexin français avec siège à Pontoise, et du doyenné de Magny-en-Vexin. Le principal patron de son église est saint Michel archange, mais seulement depuis 1700 : jusque-là, elle est placée sous le vocable de saint Pierre. Par une charte datée du 5 février 978, la comtesse Letgarde, cousine de Hugues Capet par sa mère et descendant de Charlemagne par son père, donne l'église et la terre de Juziers à l'abbaye Saint-Père-en-Vallée. L'abbaye chartraine devient ainsi le collateur de la cure et son curé primitif, et établit un prieuré au nord de l'église dès le siècle suivant. L'église existe donc à ce moment, ou est au moins en construction. L'on constate souvent que les donations à des établissements religieux entraînent un agrandissement ou une reconstruction partielle des églises. Le manque de moyens des patrons laïcs semble même parfois justifier les donations. En l'occurrence, les parties les plus anciennes de l'église, à savoir la nef de plan basilical et le transept (sauf le croisillon nord) datent globalement du milieu du XIe siècle, et sont donc bien postérieures à la donation. Le manque de sources d'archives et de caractéristiques stylistiques propres à une période bien précise ne permettent pas d'établir une datation plus exacte. Le chœur ne pose pas ce problème, et est datable du tout début de la période gothique, au troisième quart du XIIe siècle.
Sortie relativement indemne de la guerre de Cent Ans, l'église ne subit aucune reconstruction à la période gothique flamboyante, contrairement à la majorité des églises du Vexin français. Ce sont les guerres de religion qui ébranlent la situation économique du prieuré, et il est réduit à un simple bénéfice vers la fin du XVIe siècle : sans être officiellement dissout, les derniers moines bénédictins le quittent, et son domaine agricole est affermé à un fermier-receveur. À partir du XVIIe siècle, les messes paroissiales peuvent être célébrées depuis le maître-autel dans le chœur, jusque-là réservé aux religieux, et non plus depuis l'autel avancé dans la nef. En 1753, le clocher central qui s'élève au-dessus de la croisée du transept s'écroule en raison de son mauvais état. Le croisillon sud, également endommagé, est démoli partiellement et rebâti selon un plan réduit. Son intérieur est désormais assimilé au bas-côté sud, tandis que l'étage accueille le beffroi en charpente où sont suspendues les cloches, et sert donc de clocher provisoire. Sous la Révolution française, Juziers est rattaché au nouveau diocèse de Versailles avec l'ensemble des paroisses du département de Seine-et-Oise. Le prieuré est dissout, et ses possessions sont vendues aux enchères comme bien national. Le curé Delécluze fait tout son possible pour empêcher que l'église ne soit vidée de son mobilier et subisse des actes de vandalisme, en vain : il paie son attitude courageuse par l'enfermement dans la prison de la Conciergerie, où il meurt. Sous la Terreur, à l'automne 1793, le culte catholique est interdit, et en raison de l'absence de prêtre, il n'est rétabli que le 25 décembre 1802.

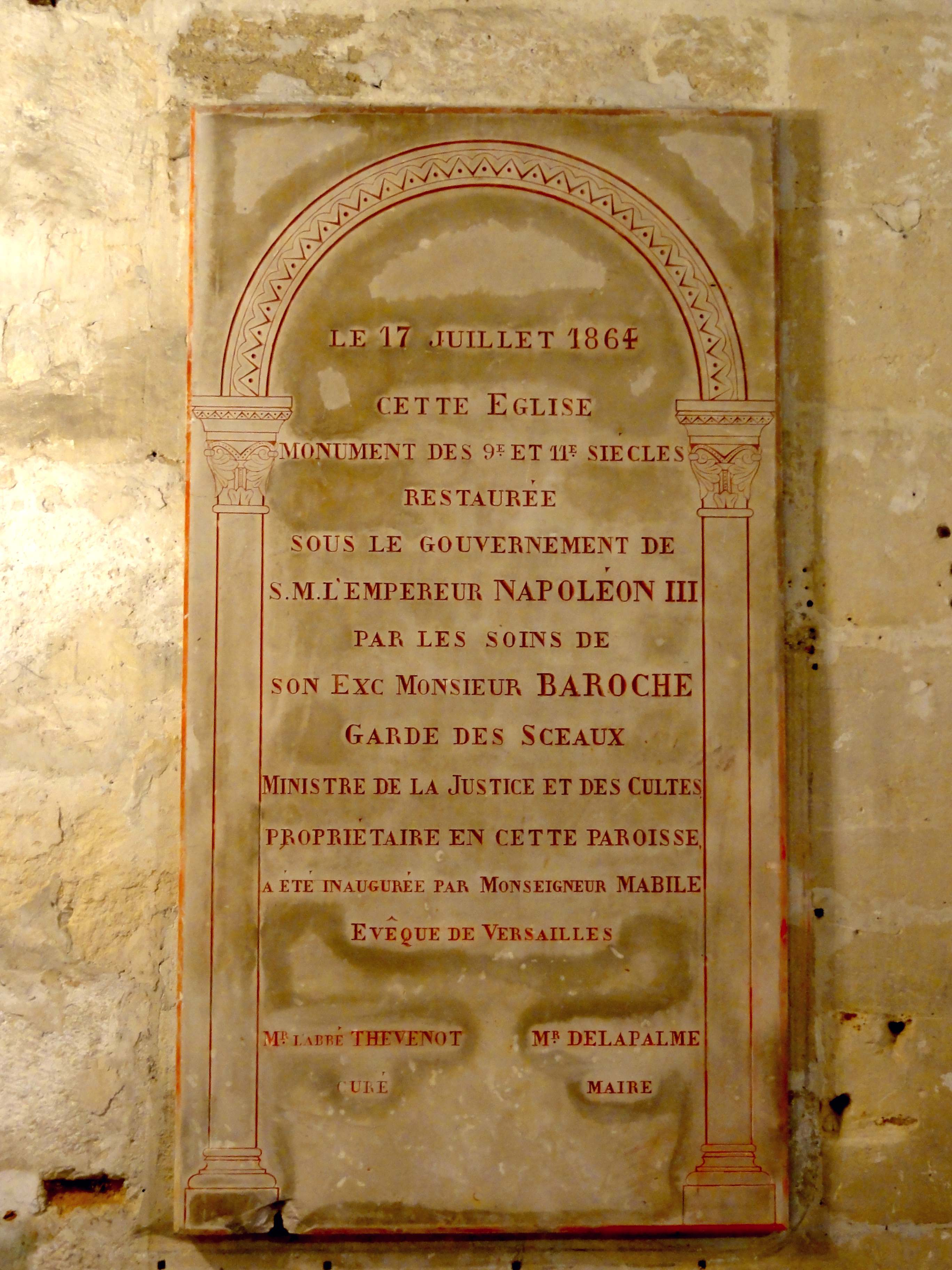
Plaque commémorative de la 1re tranche de restauration achevée en 1864.

Tout le mobilier doit être renouvelé, et « l'église de Juziers ne renferme aucun objet mobilier ancien digne de fixer l'attention » (Eugène Lefèvre-Pontalis),. Grâce à l'implication personnelle de Prosper Mérimée, l'édifice est classé au titre des monuments historiques par avis de classement du 1er août 1850. Il représente en effet l'édifice le plus considérable du XIe siècle dans le nord de l'Île-de-France. Le ministre de la Justice et des cultes, Pierre Jules Baroche, est propriétaire à Juziers, et fait bénéficier l'église d'une restauration intégrale sous la direction de l'architecte Pierre-Joseph Garrez, puis Antoine Isidore Eugène Godebœuf. Garrez s'était déjà illustré par une restauration malencontreuse de la façade de la collégiale de Champeaux. À Juziers, il affuble la nef de voûtes néogothiques, ce qui est contraire à l'esprit de l'architecture d'origine. La croisée du transept est revoûtée pareillement. Les élévations extérieures de la nef perdent une bonne partie de leur authenticité. Au début du XXIe siècle, elles restent dans un état satisfaisant, mais l'intérieur nécessite une restauration. L'humidité ambiante, constatée depuis de longue date, a occasionné des désordres de structure dans les maçonneries, notamment celles du chœur. Des mouvements de maçonnerie ont engendré des fissurations au droit de la façade occidentale et au droit des voûtes du vaisseau central. L'architecte en chef des monuments historiques, Philippe Oudin, préconise trois tranches de travaux, qui restent à financer. — Juziers est aujourd'hui affilié au secteur pastoral de la Rive Droite de la Seine avec siège à Meulan, et l'église Saint-Michel accueille des messes dominicales anticipées un samedi sur deux, à 18 h 30, en alternance avec Vaux-sur-Seine.

## Description

### Aperçu général

Plan de l'église.

Orientée à peu près régulièrement, avec une légère déviation de l'axe vers le nord-est du côté du chevet pour rester parallèle à la route et à la Seine, l'église répond à un plan cruciforme, qui était symétrique jusqu'à la reconstruction du croisillon sud au XVIIe siècle. L'église se compose d'une nef basilicale de cinq travées accompagnée de deux bas-côtés ; d'un transept à deux bras inégaux, dont celui du nord déborde nettement par rapport au bas-côté, et dont celui du sud, plus petit, abrite au premier étage le clocher ; et d'un chœur de deux travées, qui est constitué d'une travée droite et d'une abside en hémicycle à l'intérieur, et à cinq pans à l'extérieur. Une tourelle d'escalier flanque la première travée du chœur, au sud, dans l'angle avec l'ancien croisillon. Il n'y a pas de sacristie proprement dite, mais la première travée de chacun des bas-côtés est fermée par des murs, et celle du sud sert de sacristie. La nef est à deux niveaux d'élévation, avec l'étage des grandes arcades et l'étage des fenêtres hautes, et est recouverte de fausses voûtes d'ogives en bois plâtré de la première moitié du XIXe siècle. Les bas-côtés restent simplement plafonnés de bois. Le croisillon sud possède depuis le XVIIe siècle un plafond semblable, qui ne dépasse pas en hauteur celui des bas-côtés. Hormis le croisillon sud, le transept atteint la même hauteur que la nef. La croisée du transept a reçu une fausse voûte d'ogives du même type que la nef, tandis que le croisillon nord a été voûté d'ogives lors de la construction du chœur, après le milieu du XIIe siècle. Le chœur est à trois niveaux d'élévation, et possède donc un étage de triforium au-dessus des grandes arcades, et en dessous des fenêtres hautes. L'on accède à l'église par le portail occidental de la nef. La nef avec la croisée du transept et le chœur sont munies de toitures à deux rampants, avec un pignon en façade et un pignon intermédiaire à l'intersection. Les bas-côtés sont recouverts par des toits en appentis. Le croisillon nord possède un toit à deux rampants de la même hauteur que celle de la nef, et le croisillon sud, en même temps clocher, un toit en pavillon.

### Intérieur

#### Nef et bas-côtés

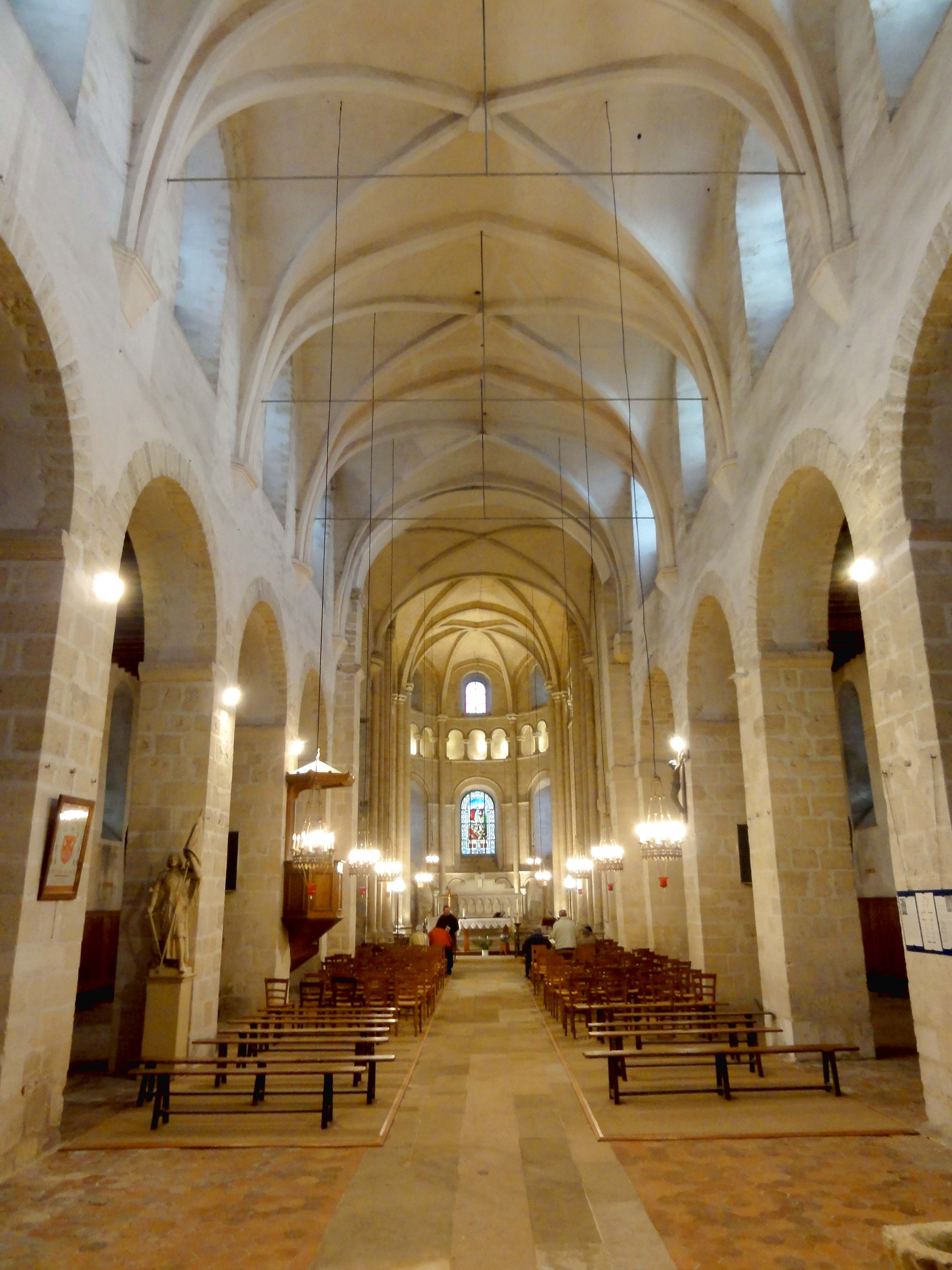
Nef, vue vers l'est.

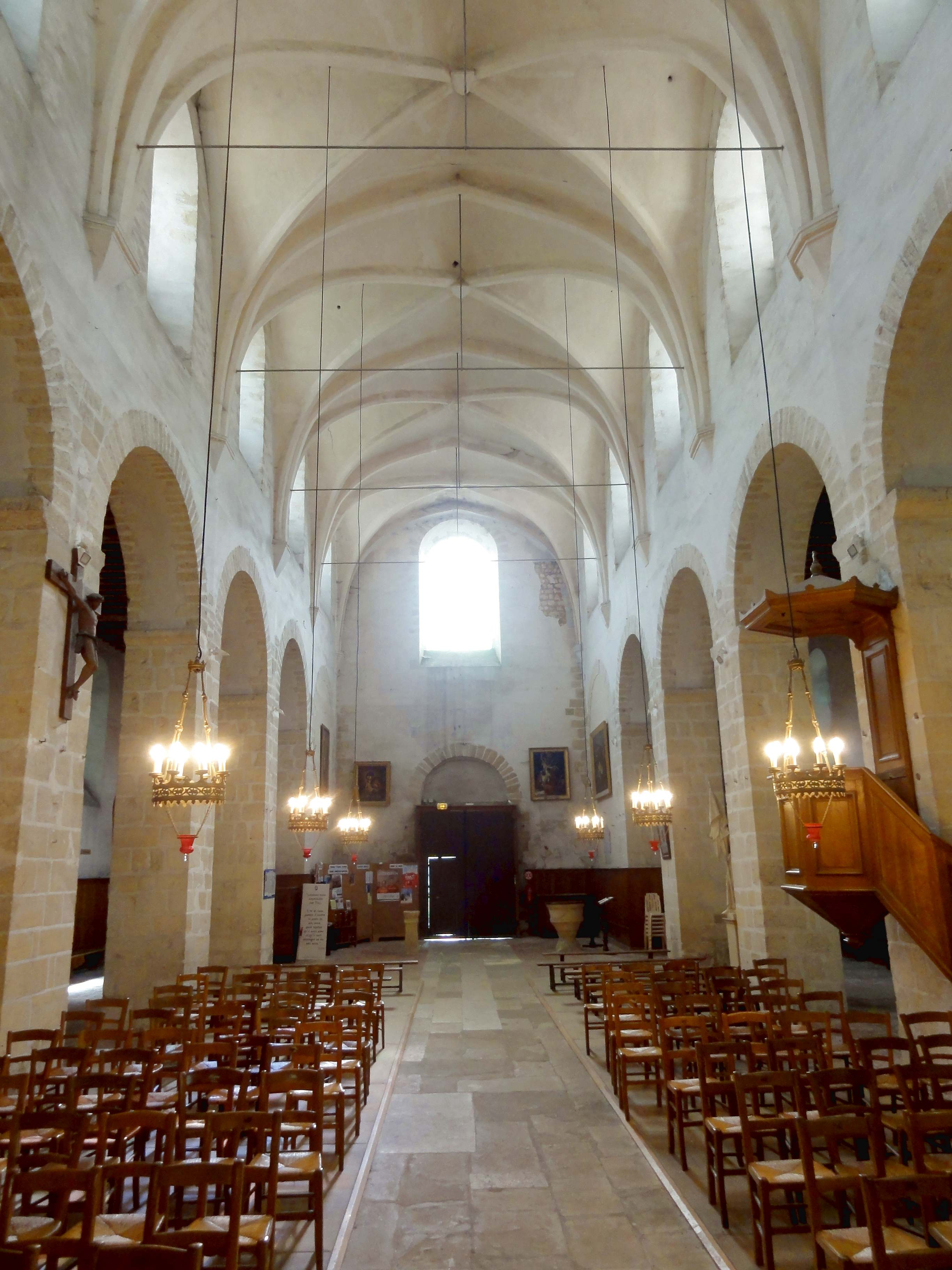
Nef, vue vers l'ouest.

La nef est une construction austère, mais relativement bien éclairée, spacieuse, et assez élancée, avec une hauteur sous la charpente apparente (aujourd'hui dissimulée par les voûtes du milieu du XIXe siècle) qui devait deux fois dépasser la largeur. La longueur dépasse les vingt-trois mètres. Selon Eugène Lefèvre-Pontalis, les voûtes produisent un effet très disgracieux. Cet auteur les dit en pierre meulière ; Anne Prache les dit en bois, ce qui semble plus probant étant donné l'absence de toute forme de contrebutement à l'extérieur. Il faut donc faire abstraction des voûtes pour s'imaginer la nef telle que conçue par son architecte. L'harmonie qu'elle dégage provient des rapports de proportions simples et judicieusement choisis. Ainsi, les grandes arcades représentent un peu moins que la moitié des élévations latérales, et représentaient sans doute exactement la moitié avant que le sol de la nef ne fut exhaussé. La largeur des piliers correspond à un tiers de l'ouverture des grandes arcades, qui sont deux fois plus hautes que larges. Les fenêtres hautes sont moitié moins larges et moitié moins hautes que les grandes arcades. Ces proportions évitent un aspect trapu de la nef ou des grandes arcades, et également un effet de lourdeur, que pourraient dégager des piliers carrés et nus plus volumineux. La vue ne s'accroche pas aux détails architecturaux de la nef, qui n'en possède guère, et est attirée par le chœur, lieu de la célébration eucharistique,.
Les élévations latérales sont rapidement décrites. Les grandes arcades, en plein cintre, sont à un seul rang de claveaux, et à arêtes vives. Moyennant des impostes au profil d'une plate-bande, d'un biseau et d'un filet, elles retombent sur des piliers rectangulaires, également à arêtes vives, et dont les bases sont noyées dans le sol, à moins qu'ils en sont démunis. Dans la Basse-Œuvre de Beauvais, qui est encore plus ancienne, les fouilles ont mis au jour des bases sous la forme de bancs de pierre. Les impostes ne concernent que l'intrados des arcades. Le biseau est parfois concave. Sur un pilier du sud, il est sculpté d'un entrelacs simple. Sur les autres impostes, le décor sculpté ou gravé a pu disparaître, comme on peut le constater par endroits dans d'autres églises de la même époque qui possèdent des impostes semblables : Cinqueux, Gassicourt, Rhuis, Saint-Maximin, etc. Les fenêtres hautes sont autrement grandes qu'en pleine période romane, à partir du dernier quart du XIe siècle environ. On peut faire le même constat dans d'autres nefs plus anciennes, dont la Basse-Œuvre, Bresles, Montmille, Saint-Léger-aux-Bois, Therdonne (sauf à la Basse-Œuvre, les baies d'origine sont bouchées et remplacées par d'autres plus grandes), et même à Gassicourt. Il est également caractéristique de la période concernée que les baies ne sont pas ébrasées, comme par ailleurs à la première période gothique à partir du dernier quart du XIIe siècle environ. Les baies s'ouvrent seulement au-dessus d'un glacis. À la période romane, un fort ébrasement intérieur vise à optimiser le rapport entre la surface vitrée et l'entrée du jour. Le revers de la façade montre, au-dessus de l'arc de décharge du portail reconstitué par Garrez, les traces d'une fenêtre bouchée, et au-dessus, une grande fenêtre haute, dont seulement la partie supérieure existait avant la restauration des années 1850. Partout, les murs sont enduits, hormis les piliers et les claveaux des grandes arcades. Les traces des peintures murales anciennes et croix de consécration ne sont plus visibles,,.
L'espace intérieur des bas-côtés est aujourd'hui diminué de leur première travée, qui subsiste toujours, mais est close par des murs côté nef et côté est. Selon un parti encore fréquent à la période gothique, les bas-côtés sont moitié moins larges que le vaisseau central. Leur attrait réside surtout dans l'effet graphique des grandes arcades qui se succèdent. Il n'y a pas de doubleaux intermédiaires, comme on peut en trouver à Morienval et Villers-Saint-Paul, où le voûtement n'était pas davantage prévu qu'à Juziers. Les arcades vers les croisillons du transept sont analogues aux grandes arcades. Les murs gouttereaux sont percés de fenêtres semblables à celles de la nef, ce qui mérite encore d'être souligné : en pleine période romane, les baies des bas-côtés sont presque systématiquement plus petites que celles de la nef, et elles évoquent, à l'extérieur, de simples meurtrières. Les encadrements des fenêtres ont été refaits pendant la première moitié des années 1880. Les plafonds plats actuels, constitués de lattes reposant sur des poutres très rapprochées directement engagées dans les murs, sans solives, ne sont pas datés. Aucun auteur ne se prononce sur la nature exacte des plafonds d'origine. Il ne fait cependant aucun doute que les bas-côtés n'étaient jamais voûtés, ni destinés à l'être. Tout compte fait, les églises dont Juziers se rapproche le plus sont Binson (Marne), Ressons-le-Long et Saint-Léger-aux-Bois,.

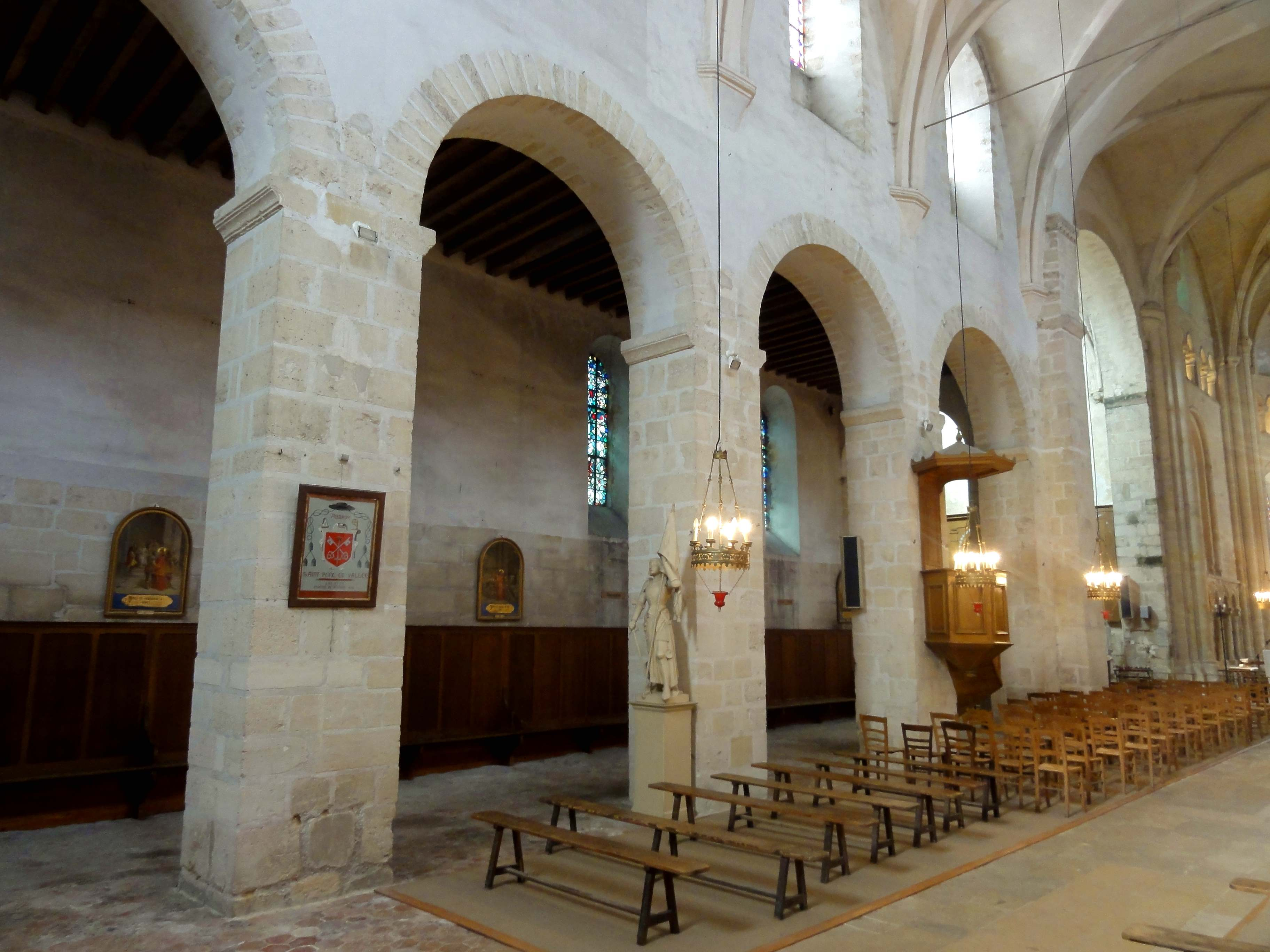
Grandes arcades du nord.
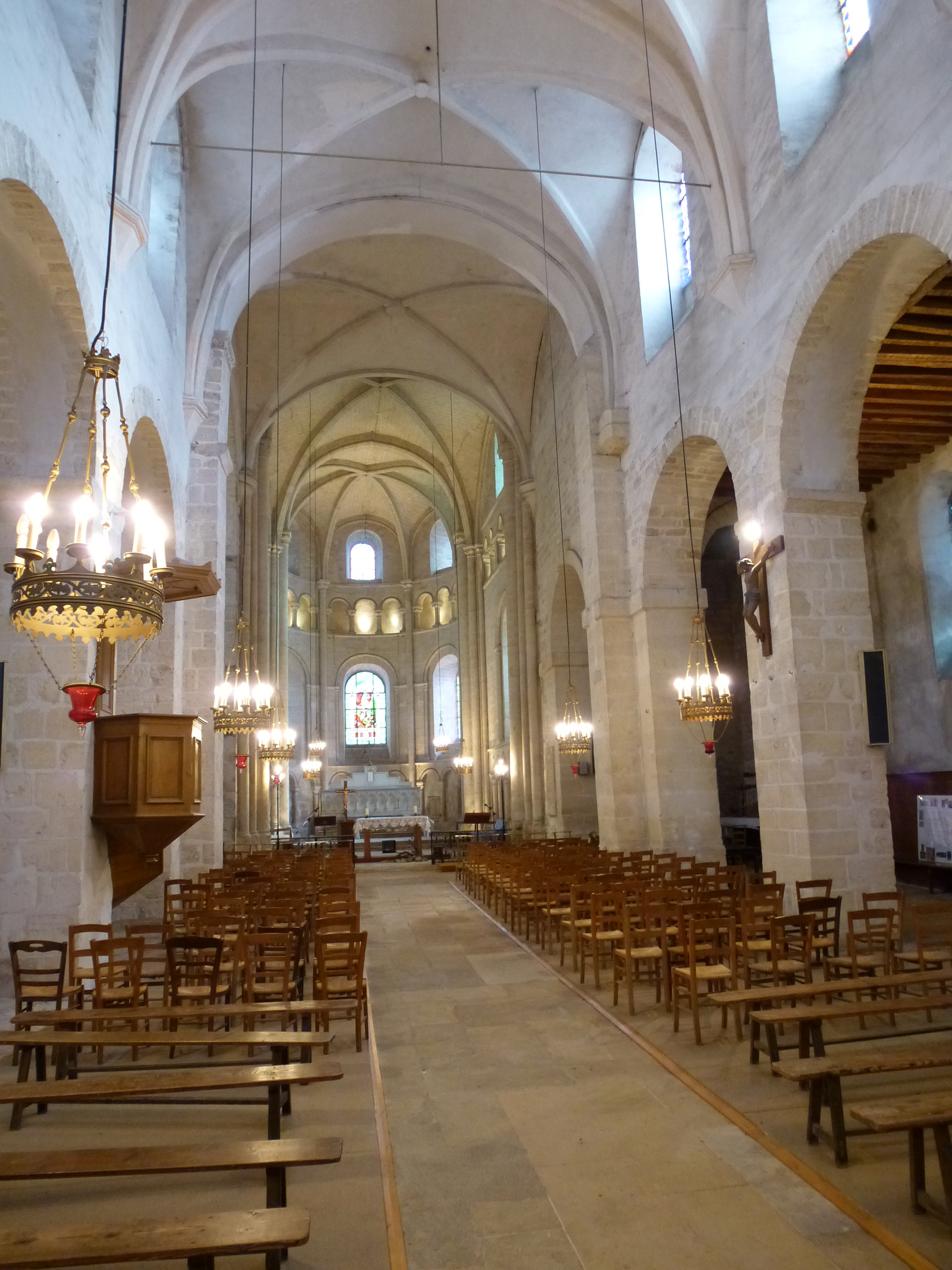
Nef, vue vers l'est.
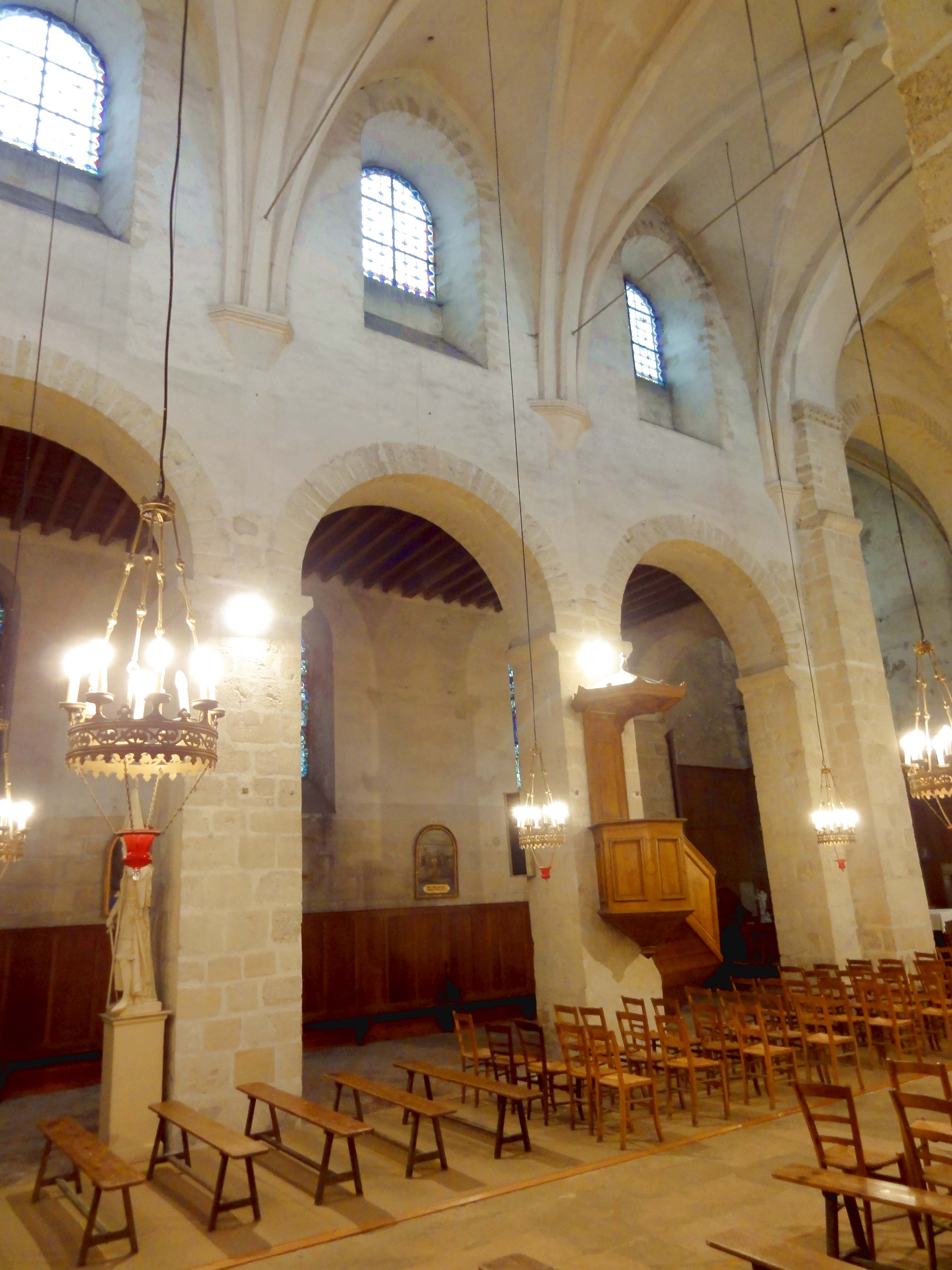
Nef, élévation nord.
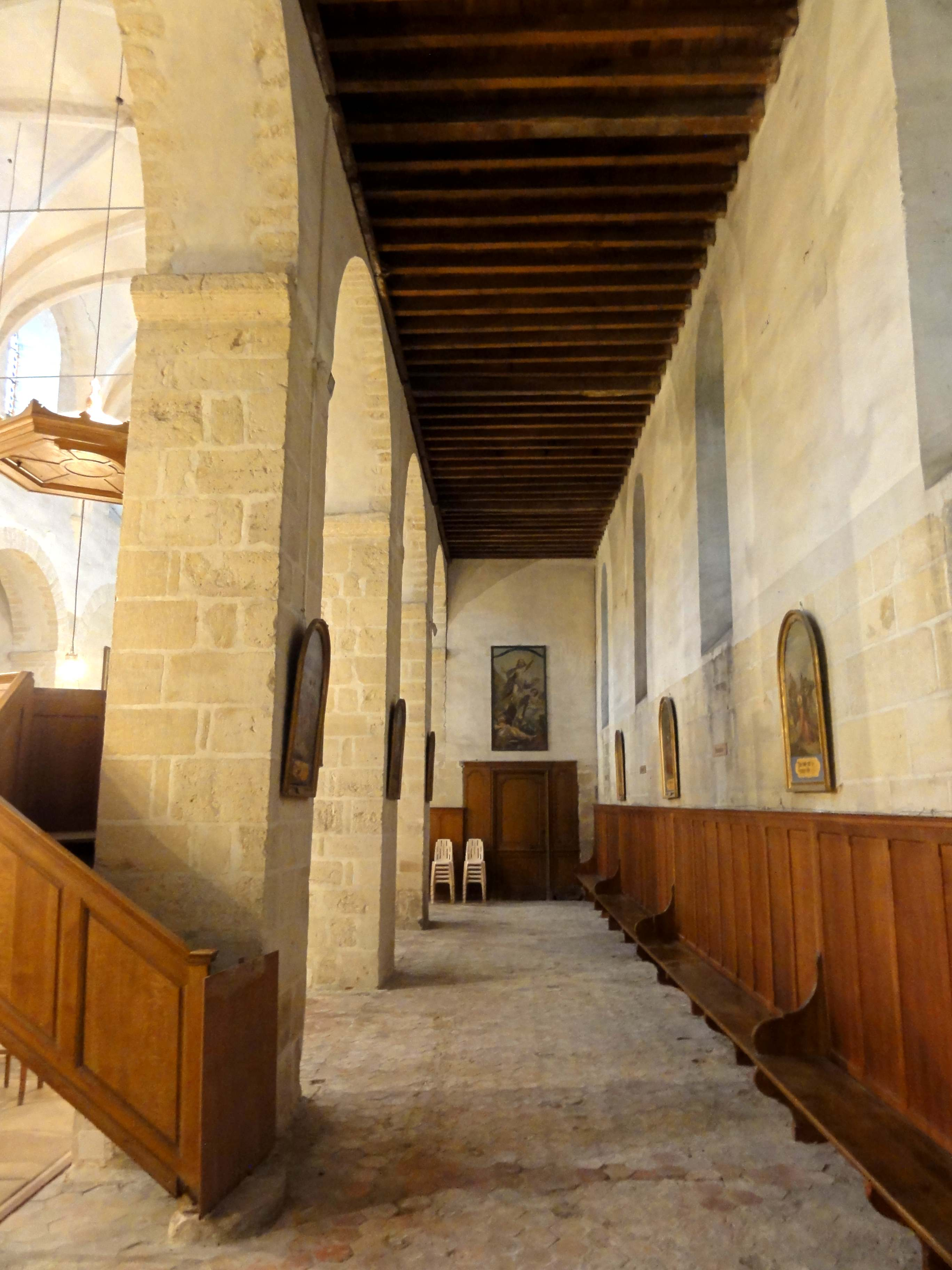
Bas-côté sud.
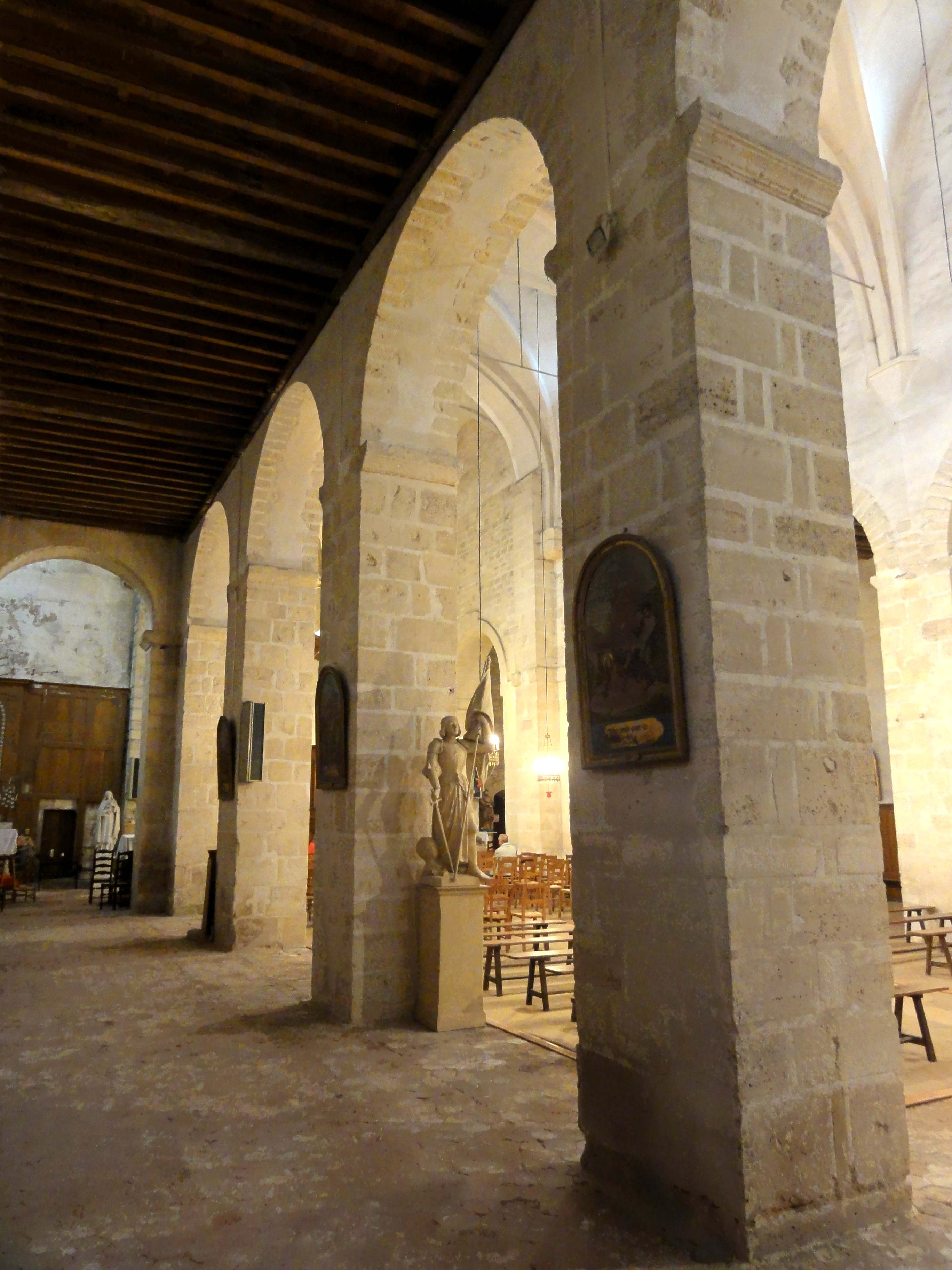
Bas-côté nord.
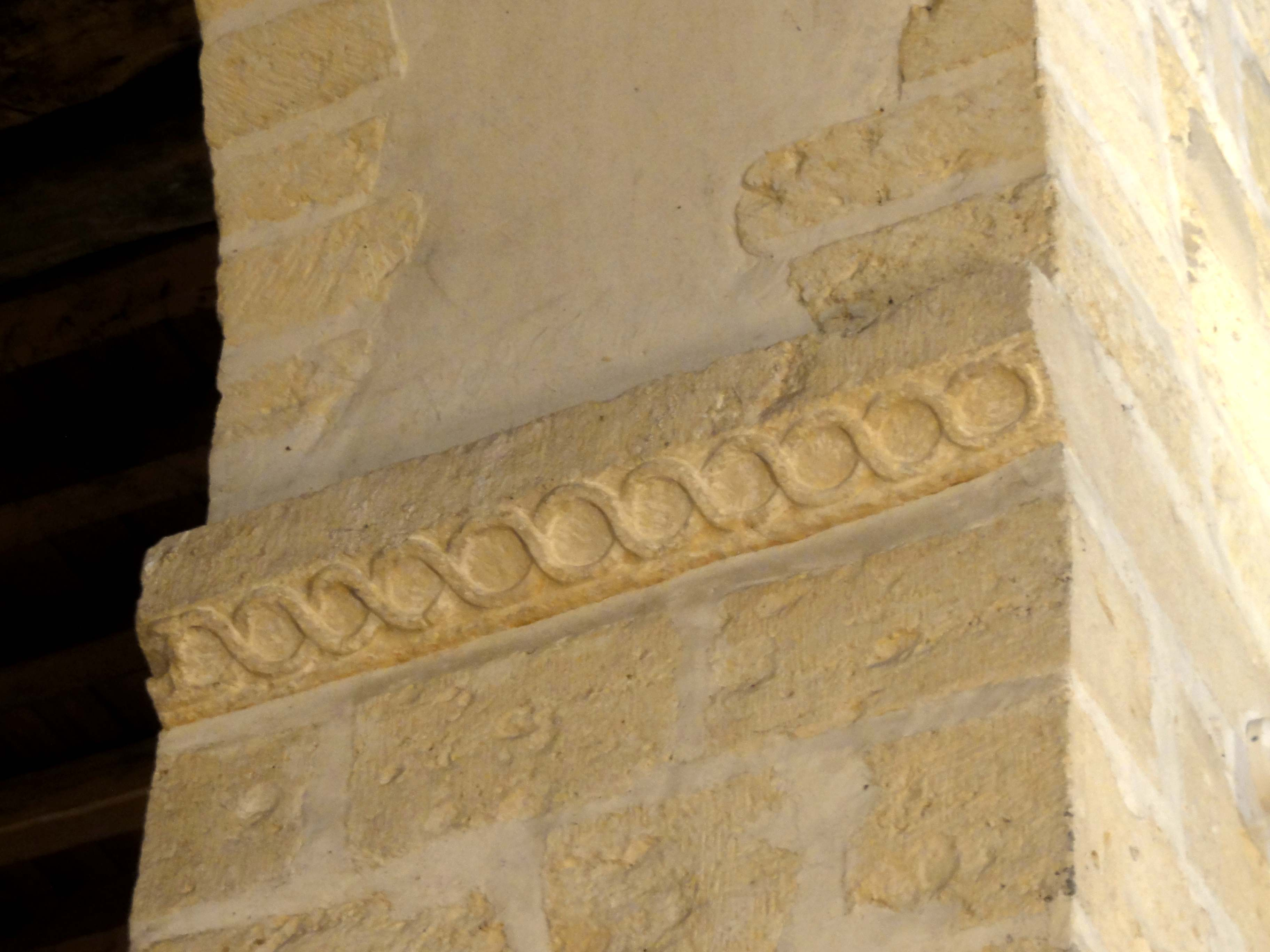
Imposte sculpté.

#### Transept

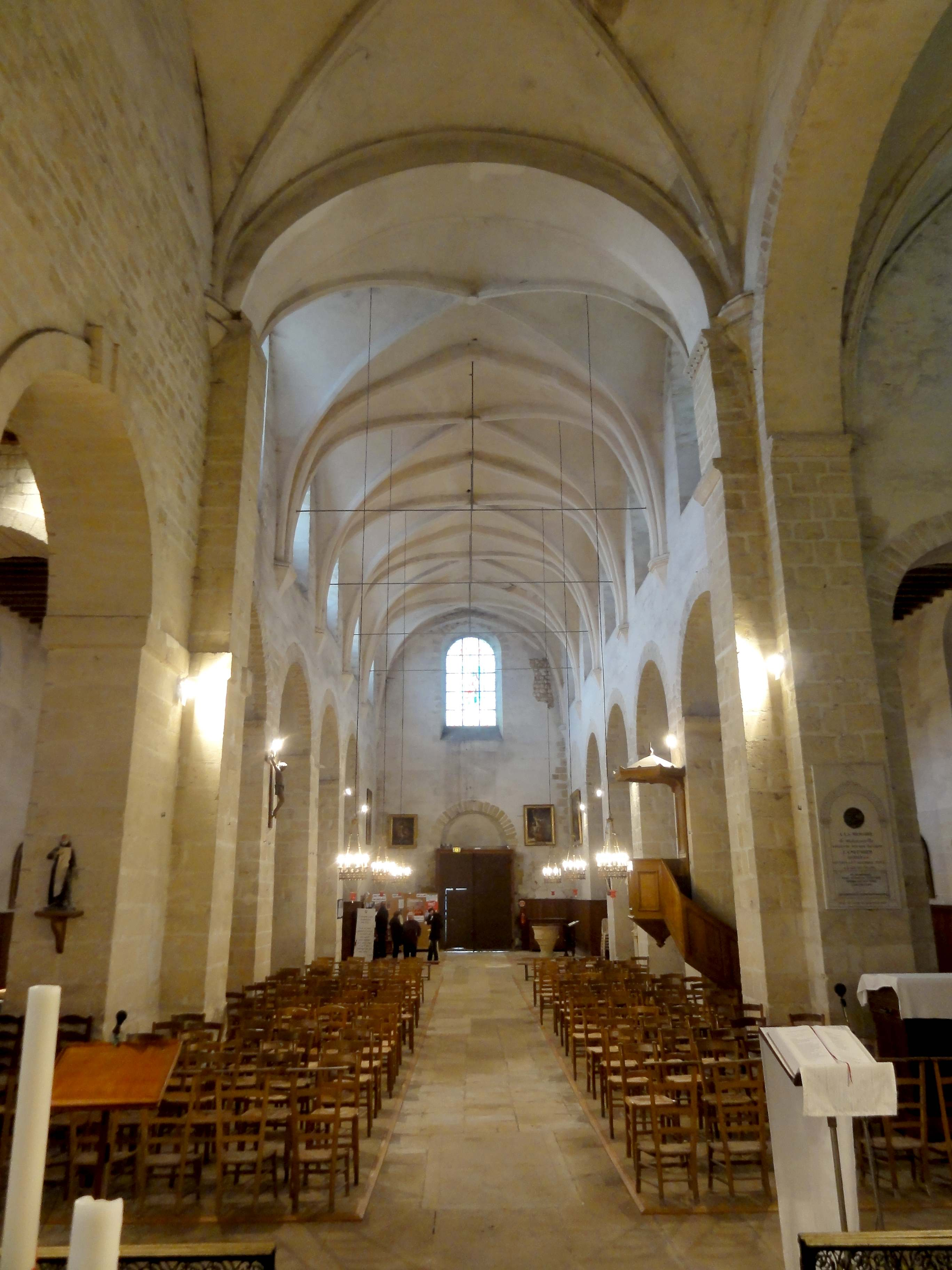
Croisée, vue vers l'ouest.

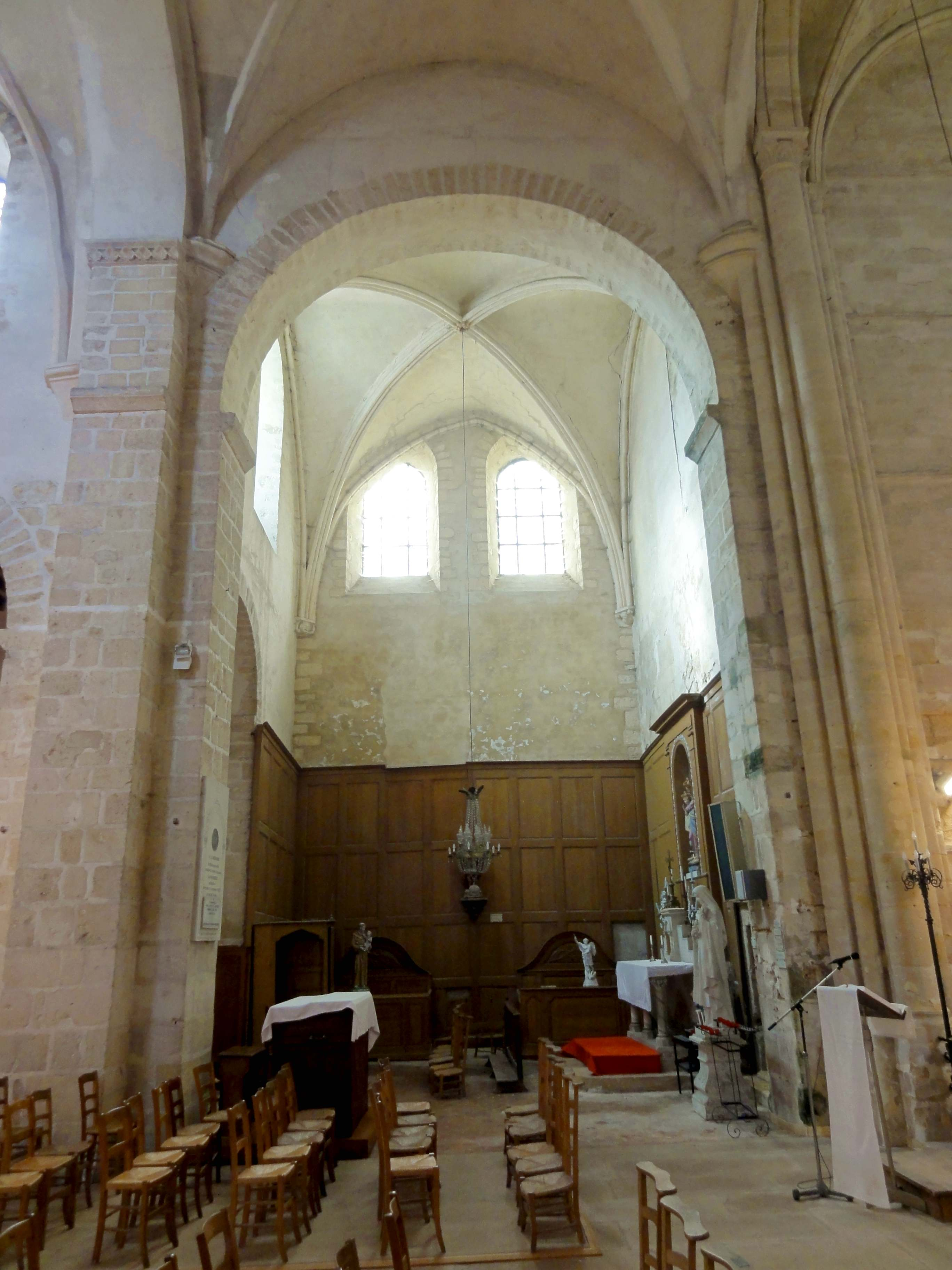
Croisée, vue vers le nord.

La croisée du transept s'ouvre par un grand arc-doubleau en plein cintre datant encore d'origine. Aussi élevé que les voûtes néo-gothiques de la nef, il prend les mêmes caractéristiques que les grandes arcades. Il est donc à arêtes vives, et retombe sur des impostes, au moins au nord, où le décor sculpté sous la forme d'une frise de feuilles de vigne paraît toutefois largement postérieur. Au sud, le pilier a été repris en sous-œuvre ou renforcé après l'écroulement du clocher. S'agissant d'une croisée du transept, de simples piliers rectangulaires sont bien sûr insuffisants. Les impostes sont donc engagés dans des pilastres ou dosserets, qui entrent dans la composition de piliers cruciformes. Au nord de la travée, le doubleau vers le croisillon nord est analogue, mais moins élevé. Des croisillons moins élevés que le carré du transept, voire nettement moins élevés, sont également caractéristiques de l'époque, et se trouvent encore quelques années ou décennies plus tard à Catenoy, Morienval, Saint-Étienne de Beauvais. Le doubleau vers le croisillon sud est en grande partie bouchée par un mur. L'intercommunication vers ce qui reste du croisillon est assuré par une arcade de 1860, nettement plus basse et moins élevée, à peine supérieure aux grandes arcades de la nef. L'architecte voulut ainsi consolider le clocher dans l'étage au-dessus, bien que celui-ci ne présente aucun intérêt historique ou architecturale, et aurait convenablement pu être remplacé par une structure différente. Désormais, l'on entre donc dans le croisillon sud par une arcade à la clé d'arc et aux claveaux légèrement proéminents, qui retombe sur des impostes sous la forme de bandeaux plats se poursuivant latéralement, dans le goût néo-classique. Quant au doubleau vers le chœur, il appartient à la campagne de construction de celui-ci (voir ci-dessous). La voûte du XIXe siècle remplace un plafond plat ou une charpente apparente. L'on peut imaginer qu'avant l'effondrement de la tour de croisée, le carré du transept prenait directement le jour sur l'extérieur grâce à des fenêtres de part et d'autre des doubleaux, comme à Catenoy, et jadis à Morienval et Saint-Étienne de Beauvais,.
Le croisillon nord présente, à l'extérieur, des murs gouttereaux légèrement plus élevés que ceux de la nef, et contrairement à ce que suggère le doubleau le reliant vers le carré du transept, l'intérieur est de la même hauteur que le vaisseau central. Il était encore plus élevé avant son voûtement peu après le milieu du XIIe siècle, car les sommets des arcs des deux fenêtres septentrionales sont dissimulés derrière le formeret de la voûte. Ces deux fenêtres sont des mêmes dimensions que celles de la nef, et c'est également le cas de la baie occidentale, qui est parfaitement axée au milieu. Une quatrième fenêtre lui faisait face à l'est. Elle a été complètement bouchée, mais ses contours sont mis en exergue par des fissures dans l'enduit. Toujours sur le mur oriental, l'on voit à gauche les claveaux d'une arcade bouchée, qui était des mêmes dimensions que les grandes arcades de la nef et l'arcade occidentale vers le bas-côté, mais ne lui faisait pas face. Pourtant, Eugène Lefèvre-Pontalis affirme que les croisillons n'étaient jamais flanqués d'une absidiole, mais ce constat ne se base pas sur des fouilles archéologiques, et lors de son passage au cours des années 1880, la restauration de l'église était encore si récente que les traces des dispositions anciennes que l'architecte voulut cacher ne se voyaient pas. Reste à signaler la voûte, dont les ogives accusent un filet ou onglet entre deux tores, comme très fréquemment à la première période gothique. Les formerets sont monotoriques, et la clé de voûte arbore une couronne de feuillages. Les nervures sont reçues sur quatre culs-de-lampe dans les angles, dont la sculpture est d'une facture très naïve. Deux sont sculptés d'une tête et de deux bras, qui, au nord-ouest, se lèvent comme pour porter la voûte, à la manière d'un atlantes. Des atlantes se trouvent, à la période romane tardive, à Bury, Hardricourt, Saint-Étienne de Beauvais et Lavilletertre. Dans l'angle sud-ouest, l'on voit une tête de monstre, comme souvent sur les modillons des corniches du XIIe siècle, et dans l'angle nord-est, une femme en buste entre deux bourgeons. Ces culs-de-lampe n'ont pas été étudiés par les différents auteurs,.

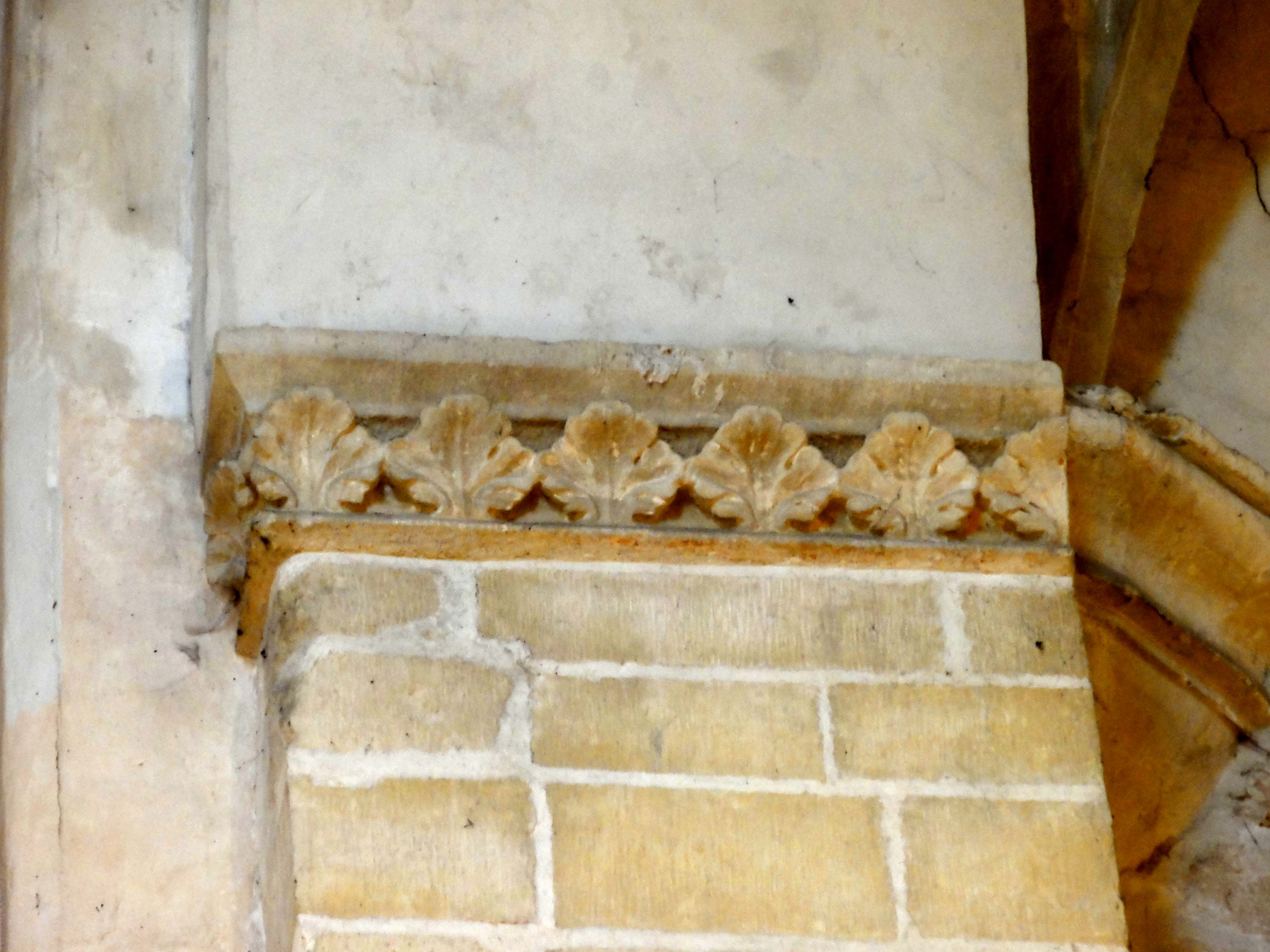
Croisée, doubleau vers la nef, imposte côté nord.
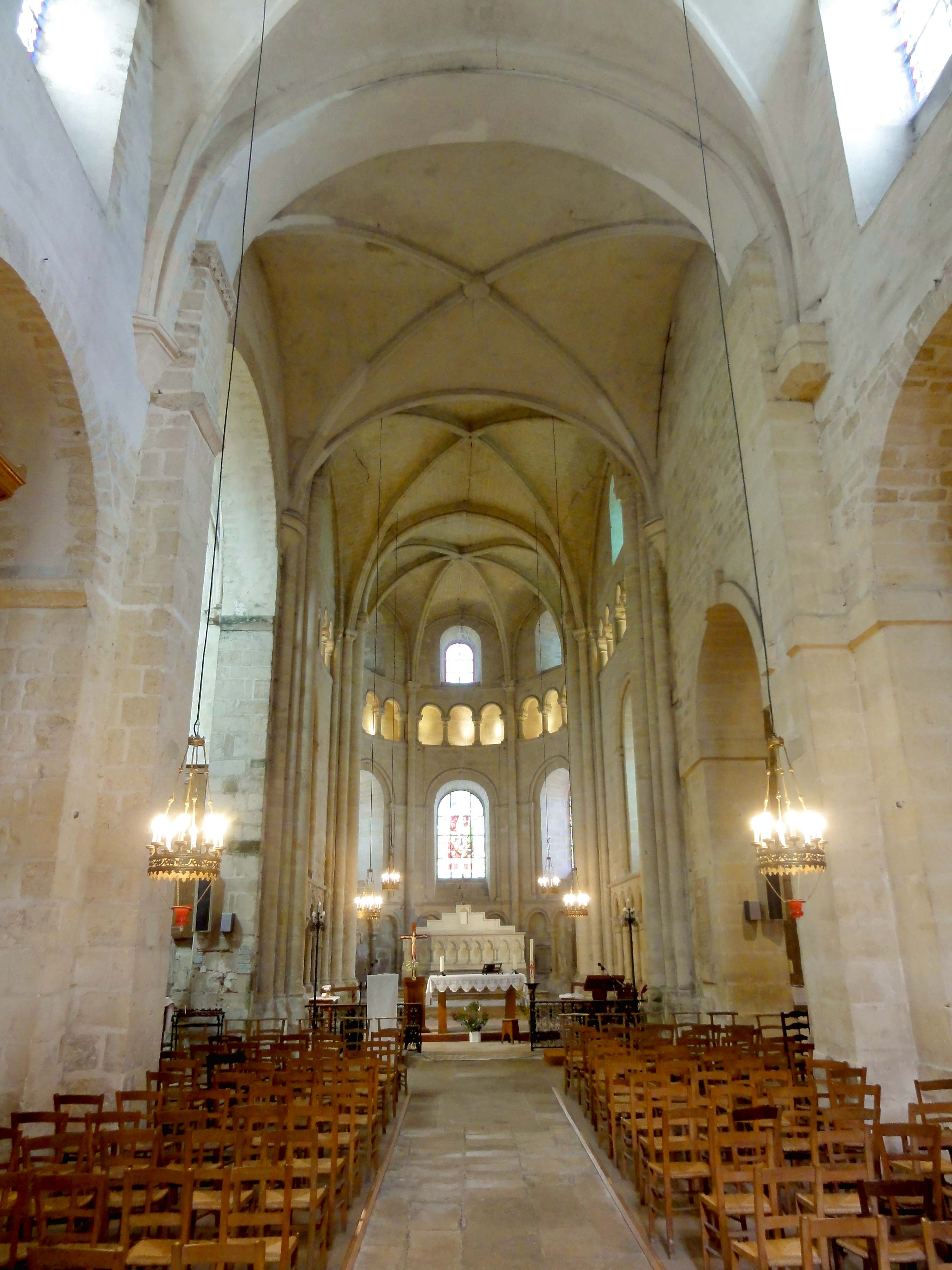
Nef, vue vers l'est dans le transept.
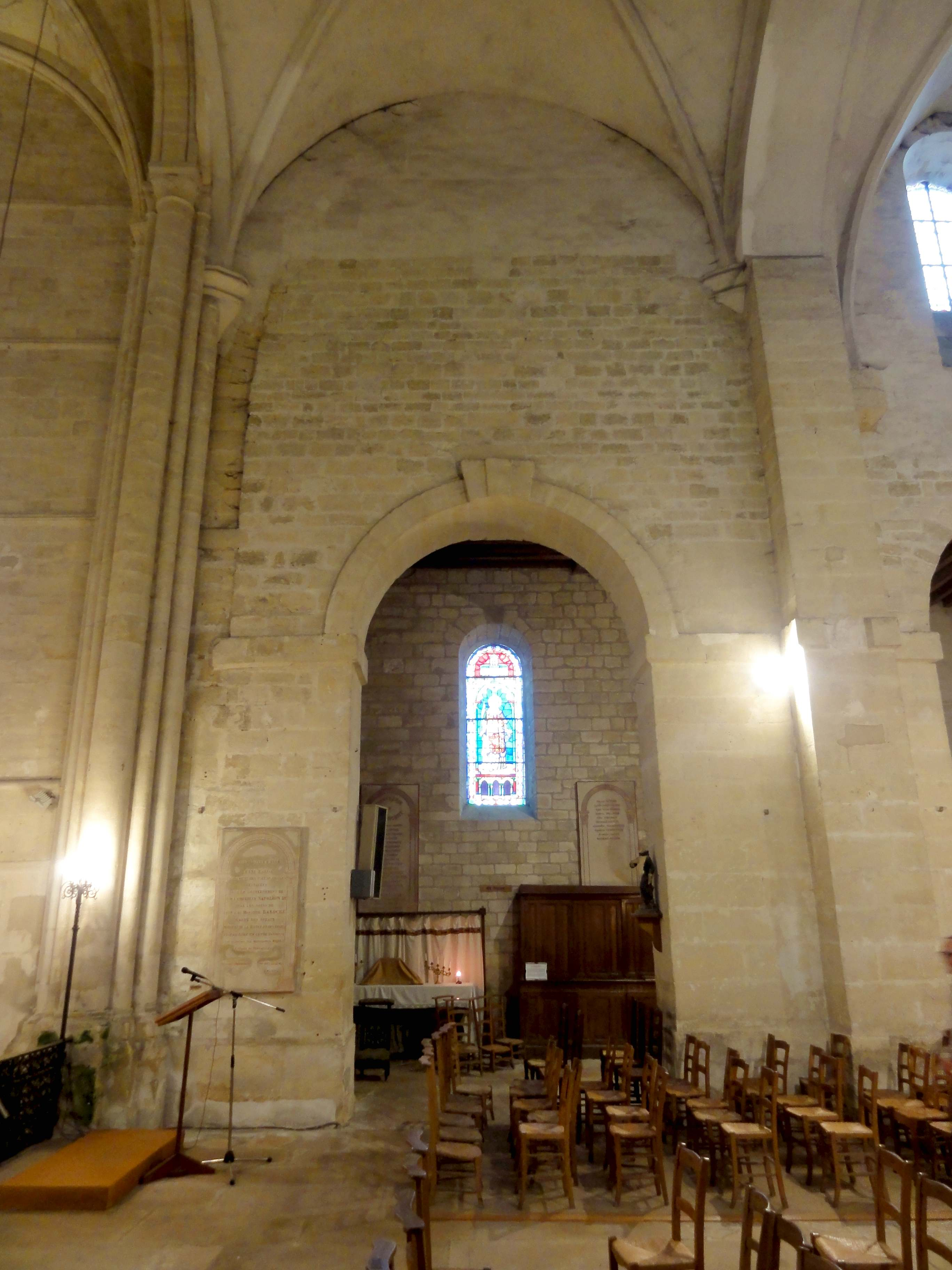
Croisée, vue vers le sud.
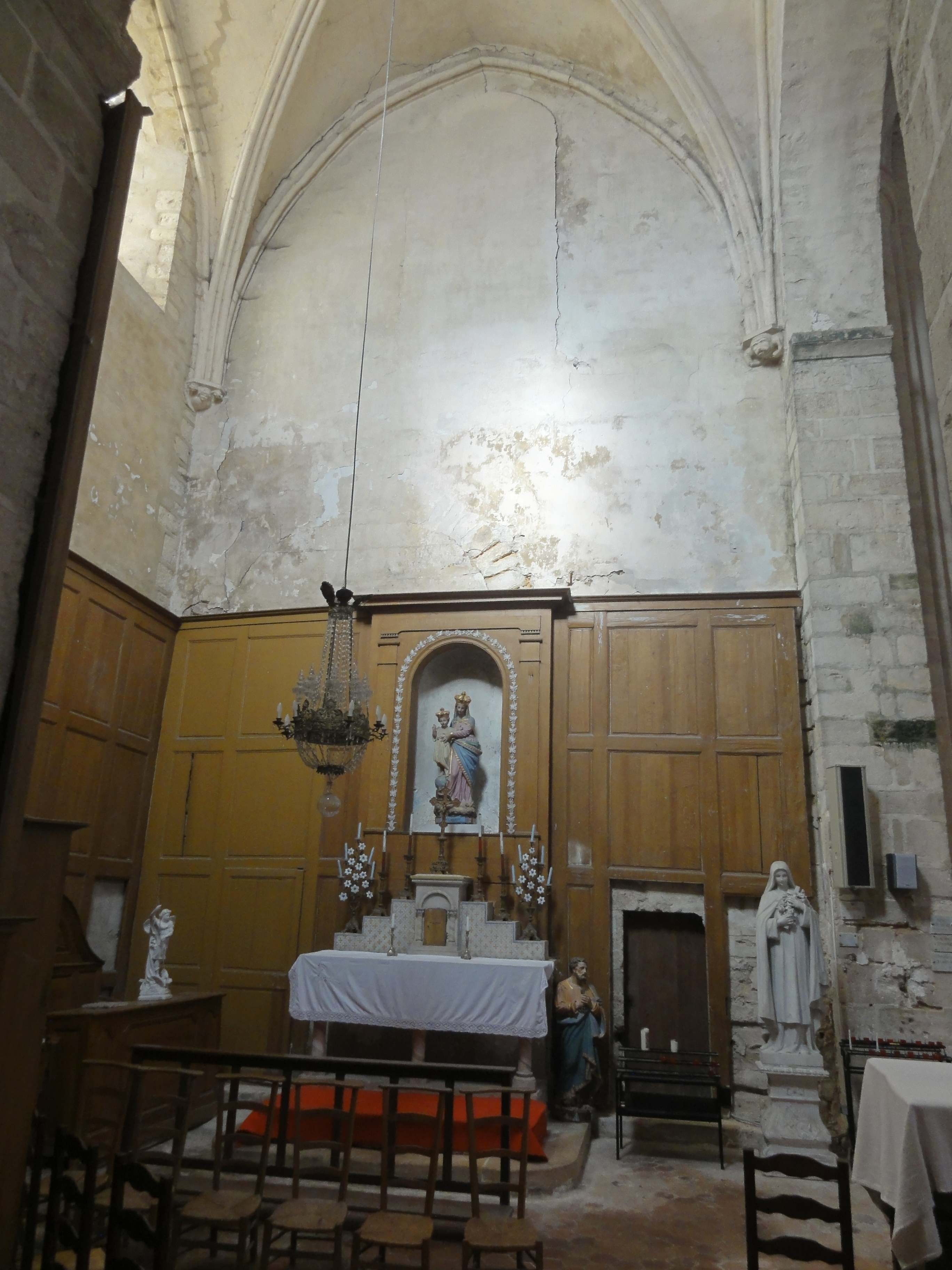
Croisillon nord, vue vers l'est.
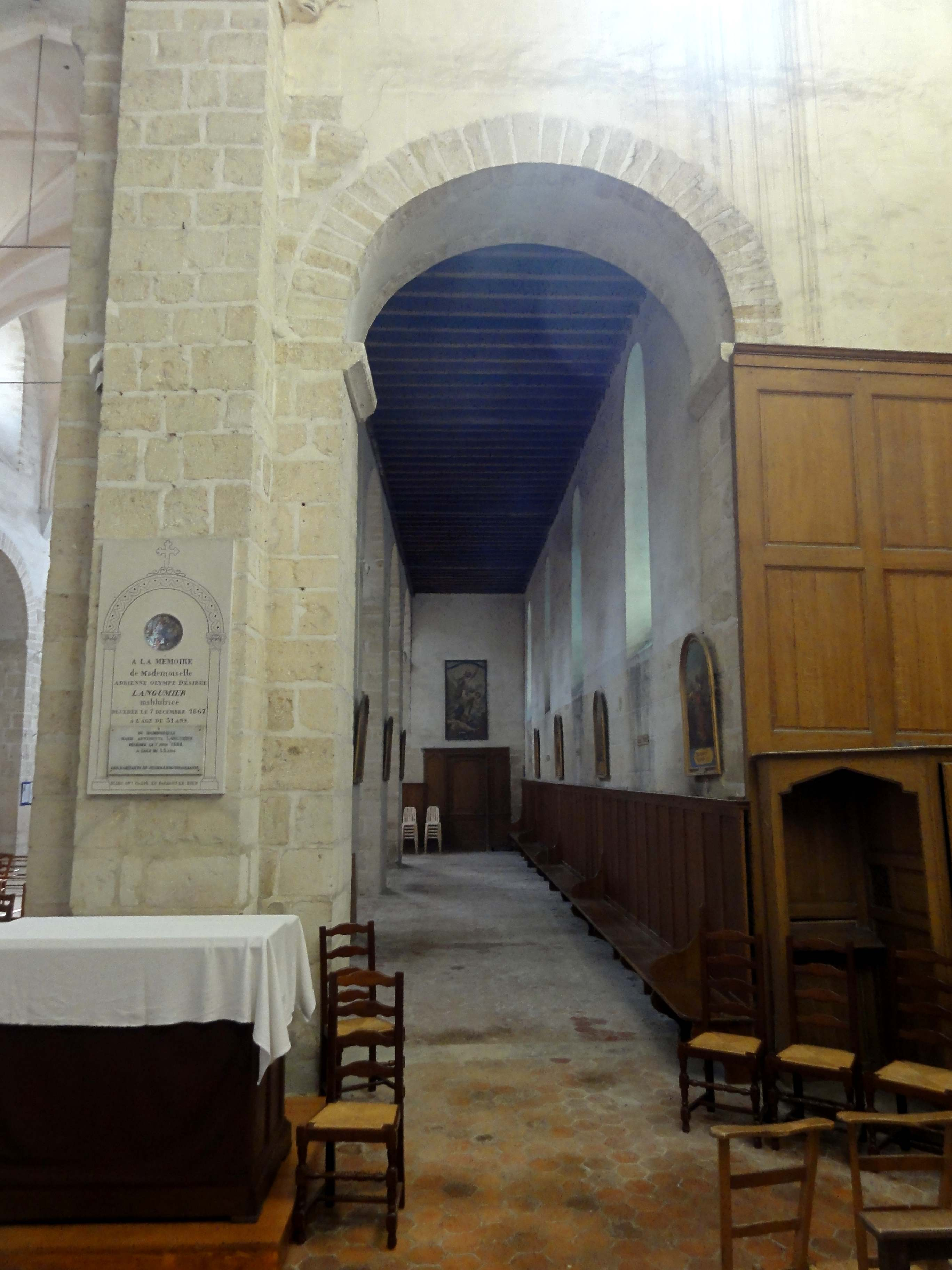
Croisillon nord, vue dans le bas-côté.
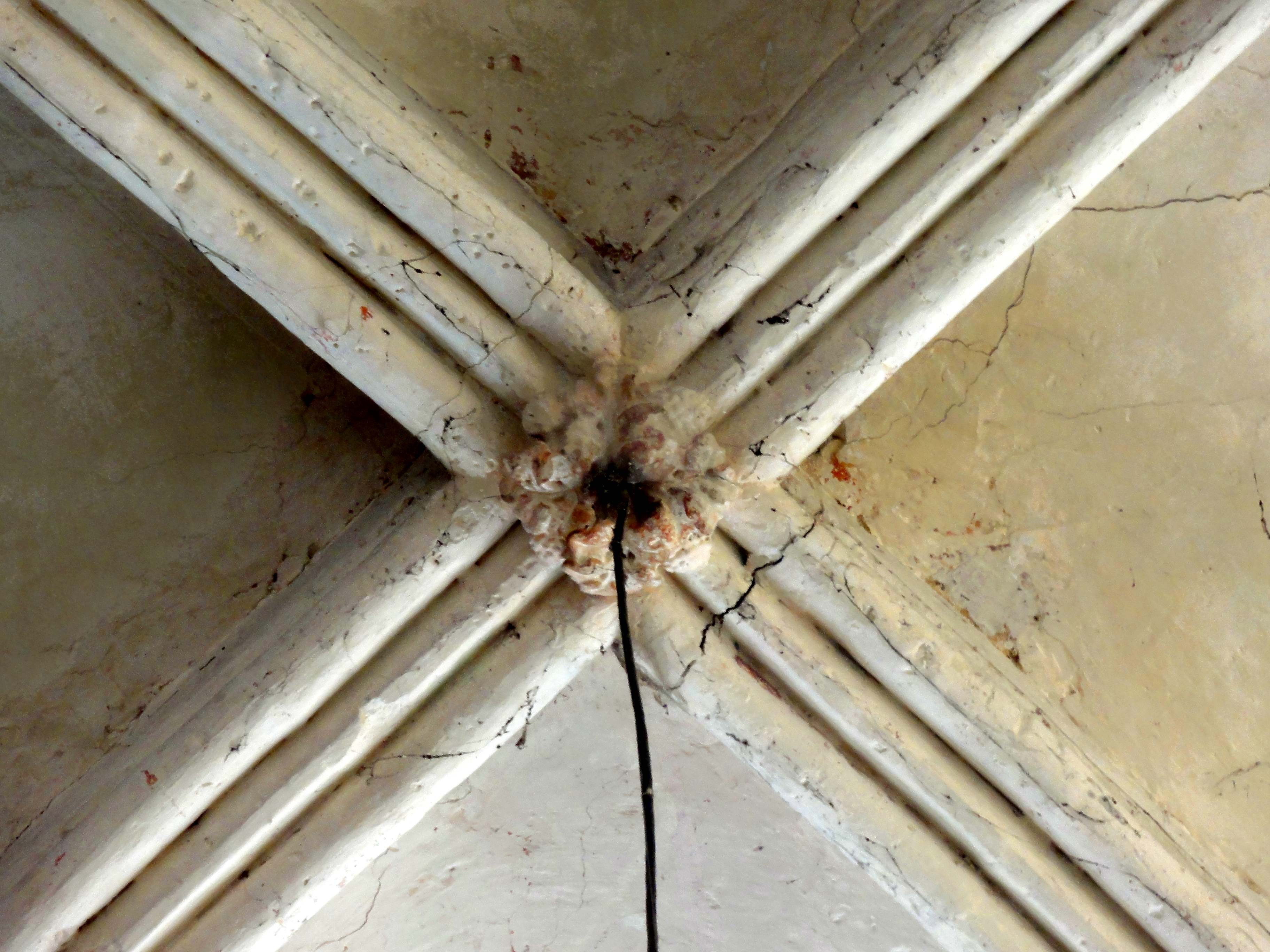
Croisillon nord, clé de voûte.

#### Chœur
« Le chœur est un spécimen fort curieux de l'architecture religieuse du milieu du XIIe siècle », dit Eugène Lefèvre-Pontalis. Ce constat est motivé par l'ordonnancement inhabituel des élévations, et par l'effet étrange des fenêtres profondément enfoncées dans les murs. En effet, l'étage des fenêtres hautes est relégué sous les lunettes des voûtes, comme souvent, par économie, dans les vaisseaux accostés de collatéraux. Mais le chœur de Juziers n'en dispose pas. Ensuite, le triforium, dont c'est l'une des occurrences les plus précoces dans le Vexin, est d'une hauteur extrêmement réduite, et ses arcades sont pour ainsi dire miniaturisées, surtout par rapport à la largeur considérable des murs de la première travée. Contrairement aux conventions à la période gothique, le maître d'œuvre a effectivement donné à la première travée un plan carré, et non barlong dans le sens nord-sud, ce qui a pour conséquence un contraste entre la largeur de ses élévations latérales et l'étroitesse des pans de l'abside. Pourtant, les fenêtres hautes sont les mêmes, et les fenêtres du premier niveau d'élévation aussi. Dans la première travée, leurs piédroits sont donc fort éloignés des faisceaux de colonnettes des voûtes, ce qui n'est pas du meilleur effet, mais se remarque moins en regardant dans le sanctuaire depuis la nef. Il est possible que c'est seulement l'effet rendu en regardant de loin qui fut recherché. De ce qui a été dit sur le peu de place accordée aux fenêtres hautes et au triforium, il résulte que le premier niveau d'élévation prend une place prépondérante, soit les deux tiers de la hauteur totale dans la première travée, et un peu moins de l'abside en raison de la différence du niveau du sol : on monte deux marches dans l'abside. Les allèges sont animés par des arcatures plaquées, qui ressemblent assez aux arcades du triforium, mais ont plus de hauteur. Ce rapport des proportions est, une fois de plus, pas des plus heureux,.

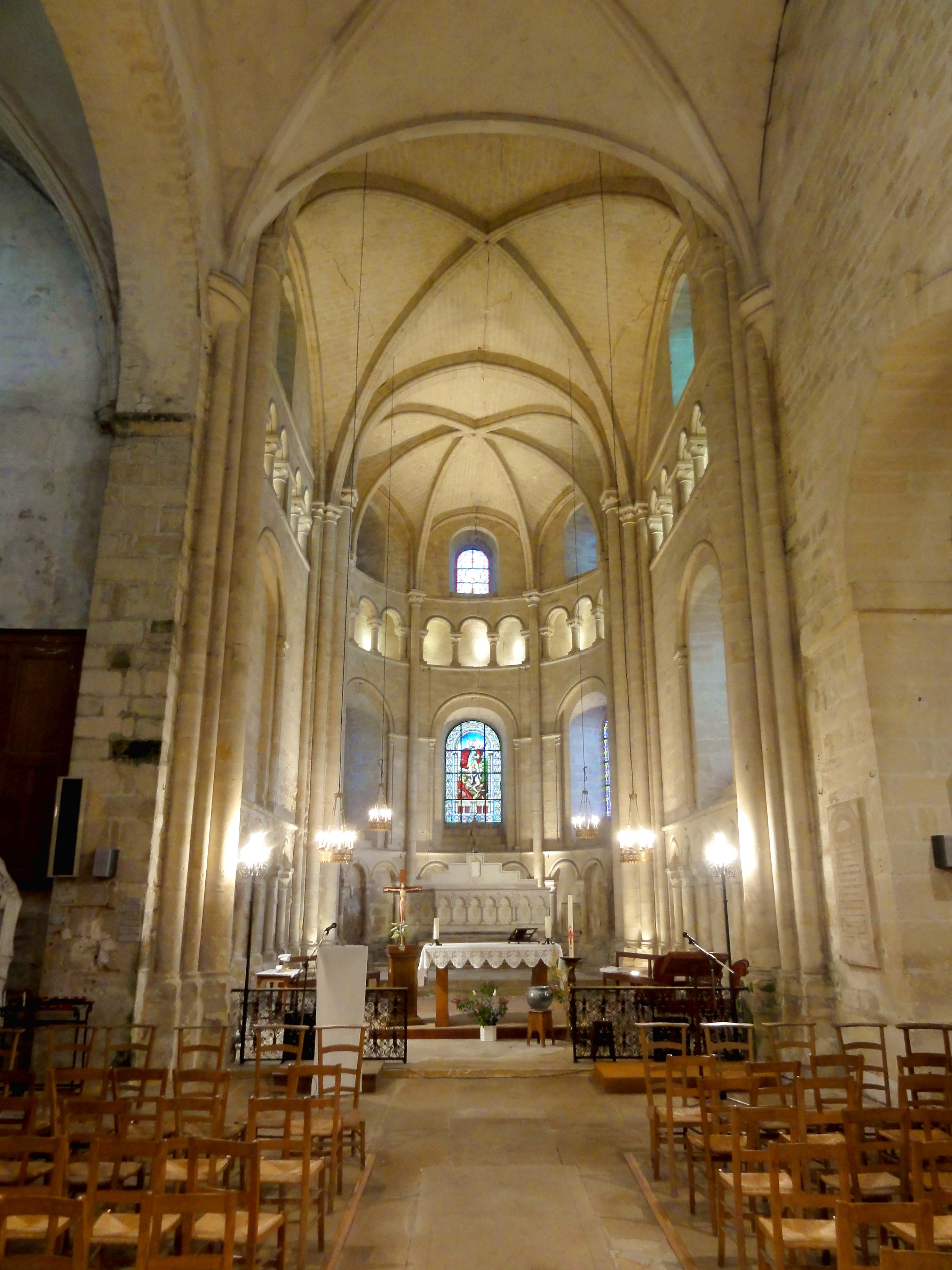
Vue vers l'est depuis la croisée du transept.

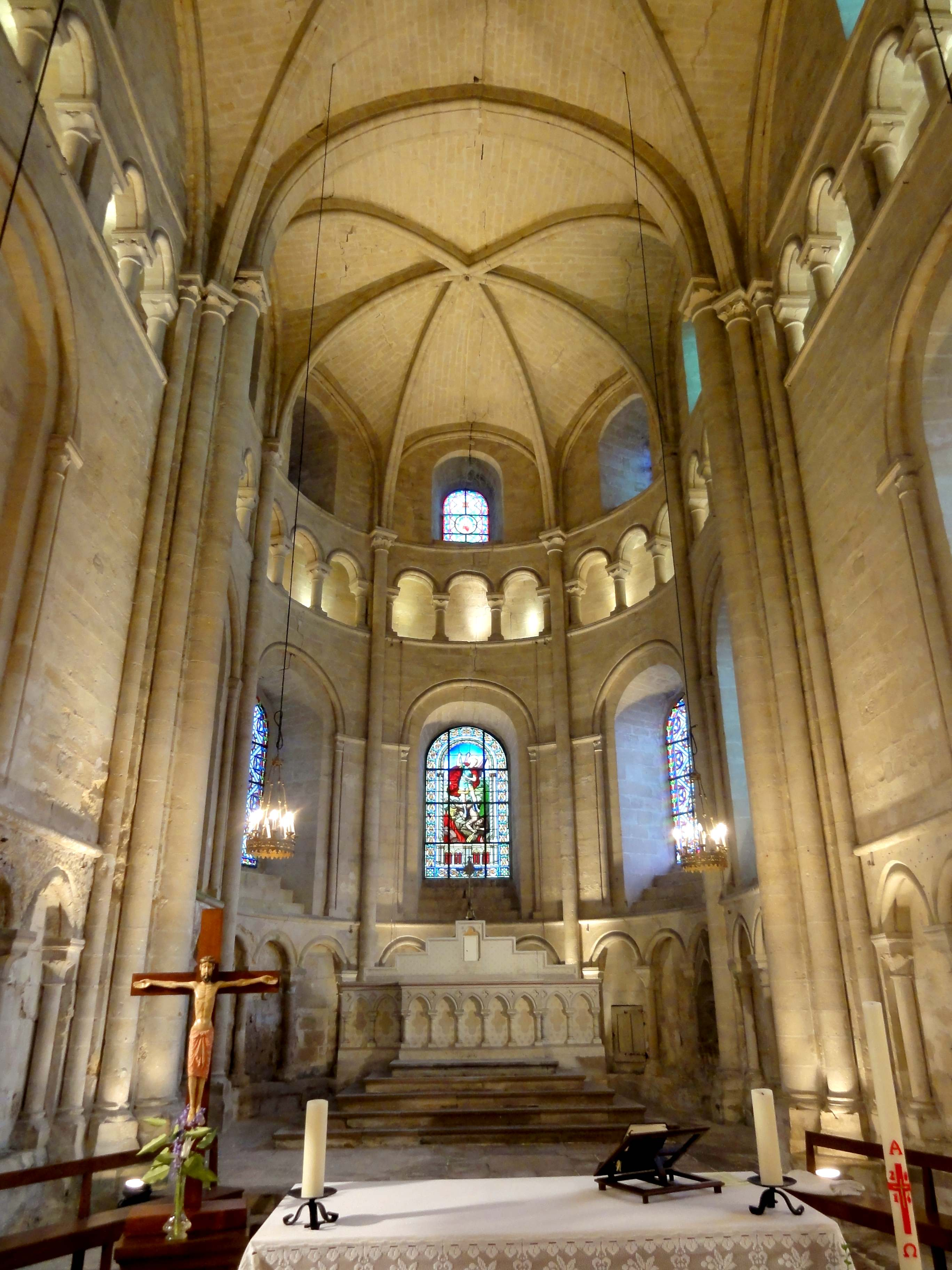
Vue vers l'est.

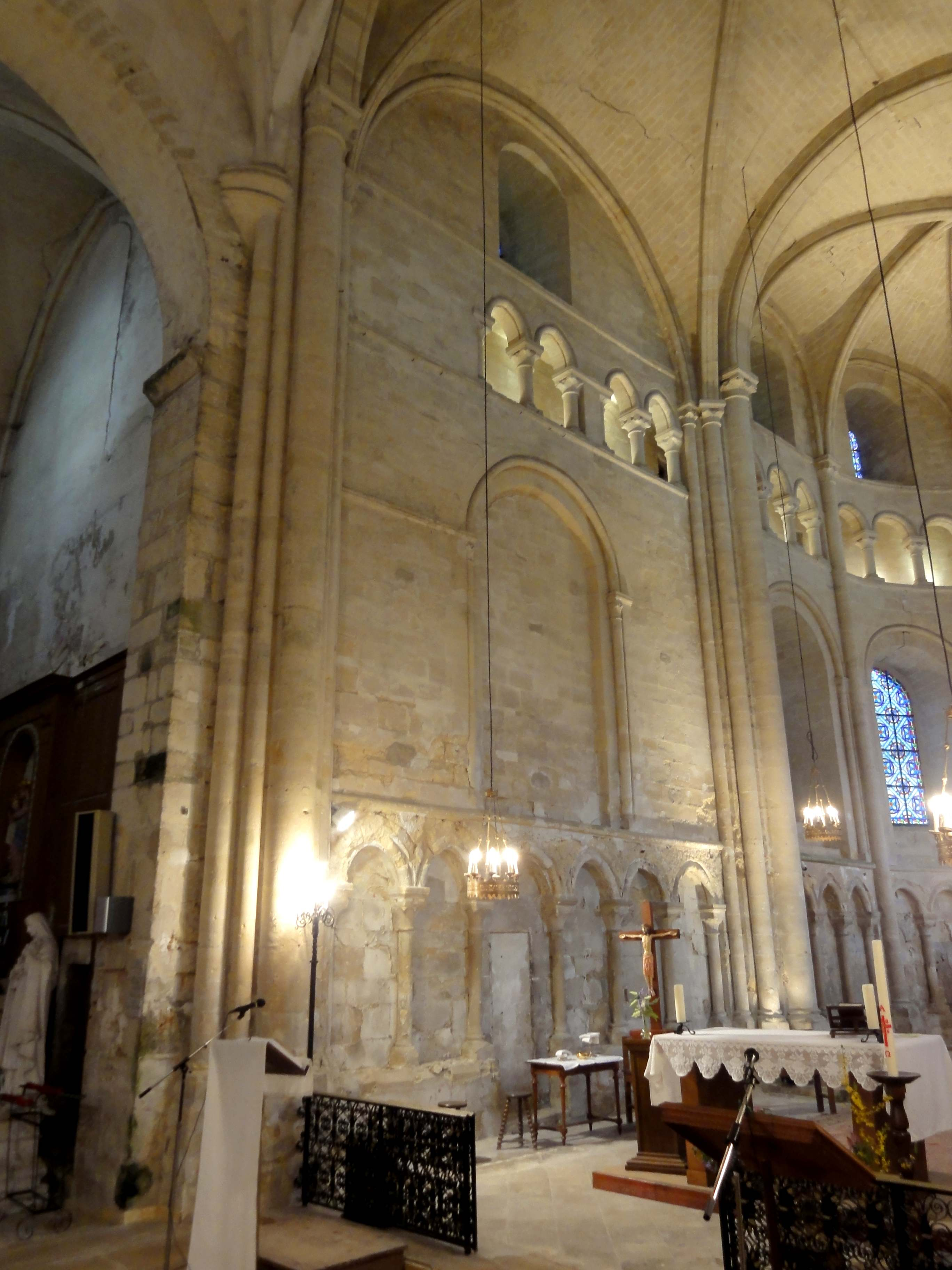
1re travée, élévation nord.

Depuis le carré du transept, le chœur s'ouvre par un doubleau à double rouleau. Son rang de claveaux supérieur est mouluré d'un tore de chaque côté, et son rang de claveaux inférieur, d'un méplat entre deux tores, conformément à l'usage. Par le biais des tailloirs carrés de chapiteaux sculptés de feuilles d'eau ou de feuilles d'acanthe, il retombe sur une colonne engagée entre deux colonnettes. Les faisceaux sont complétés par une colonnette supplémentaire côté transept, qui a perdu son chapiteau et sa fonction depuis l'écroulement du clocher en 1753, et par deux colonnettes supplémentaires côté sanctuaire. L'une, d'un diamètre légèrement plus forte, est réservée à l'ogive, et son tailloir est implanté à 45° face à celle-ci. L'autre reçoit un formeret latéral. Le plein cintre règne encore sur les voûtes du chœur. L'architecte voulut surtout éviter de donner aux ogives de la première travée un tracé surbaissé, afin de donner assez de solidité à la voûte. Il dérogea donc à la règle non écrite que les tailloirs des ogives et doubleaux doivent être alignés sur un même niveau, et plaça les tailloirs des ogives et formerets un peu plus bas que ceux des doubleaux (l'hémicycle des ogives, qui sont des nervures diagonales, enjambe une distance plus longue que l'hémicycle des doubleaux). La plupart des confrères auraient évité cette irrégularité en plaçant les tailloirs des doubleaux également plus bas, et en compensant la différence de niveau par un tracé surhaussé des doubleaux, avec de courtes sections verticales au début et à la fin. L'irrégularité saute encore aux yeux à l'intersection des deux travées du chœur, puisque les tailloirs des ogives et formerets de l'abside y sont situés logiquement au même niveau que ceux des doubleaux. Les piliers fasciculés sont ici symétriques et se composent d'une colonne et de deux groupes de trois colonnettes, dont celle du milieu un peu plus forte que les deux autres. Les ogives de la première travée sont du même profil que dans le croisillon nord. Celles de l'abside accusent seulement deux tores à peine dégagées, ce qui est un profil assez rare. Les clés de voûte sont de minuscules rosaces, comme généralement à la période du tout premier voûtement d'ogives. Les tailloirs sont profilés d'une plate-bande, d'une baguette et d'un cavet. Sauf aux angles, l'intervalle entre le tailloir et la corbeille du chapiteau est excavé, comme dans les chœurs romans de Hardricourt et Limay. La sculpture des chapiteaux est habile et soignée, mais assez sèche, ce que l'on peut constater de plus près sur les chapiteaux des arcatures plaquées. Les fûts des colonnettes sont logés dans les angles rentrants des piliers engagés. Les bases, visiblement refaites, accusent un petit et un gros tore séparés par une scotie bien marquée, et sont flanquées de griffes, dont celles des petits fûts sont restées ébauchées,.
Comme déjà évoqué, l'abside est en hémicycle à l'intérieur. Les fenêtres hautes sont en cintre surbaissé, non décorées, et légèrement ébrasées. Les vitrages se situent presque au même plan que la surface murale extérieur, ce qui fait ressortir toute l'épaisseur du mur à l'intérieur. Les niches de ces fenêtres prennent appui sur un bandeau mouluré d'une plate-bande et d'un cavet, en harmonie avec le profil des tailloirs, et en continuité avec ceux-ci, sauf pour les ogives et formerets de la première travée. Pour économiser de la place, le triforium ne comporte pas d'arcs de décharge ou de tympans partagés par deux arcatures voisines. Une seule assises sépare le bandeau signalé des claveaux des arcades du triforium. Elles sont au nombre de trois dans les pans de l'abside, et moulurées d'un tore dégagé. Dans la première travée, il y a deux groupes de deux arcades séparés par un trumeau. Il y aurait de la place pour un troisième groupe vers l'ouest, qui a peut-être disparu. L'ordonnancement actuel est en tout cas déséquilibré. Les arcades retombent sur de colonnettes à chapiteaux, dont les fûts monolithiques sont trapus. Sculpture est modénature sont analogues aux chapiteaux des hautes-voûtes. Il y a des murs de refend, et il ne s'agit donc pas de galeries ouvertes sur combles. Le triforium de Juziers préfigure ses holomogues d'Andrésy, Jouy-le-Moutier, de Marly-la-Ville, Louveciennes et Sarcelles, qui datent seulement du XIIIe siècle et sont naturellement plus élancés. En bas, l'étage du triforium est délimité par un bandeau d'un profil différent. Deux assises plus bas, un mince tore retombant sur des colonnettes à chapiteau entoure les ébrasements des fenêtres du premier niveau, mais pas directement : l'écart laissé donne plus d'envergure à l'espace délimité par l'archivolte et les colonnettes, et fait apparaître les fenêtres plus grandes. Les tailloirs sont ici des tablettes continues. Le glacis à l'appui des fenêtres se compose de gradins, comme à Bailleval, Champlieu, Moussy, Saint-Félix, dans la base du clocher de Tessancourt-sur-Aubette, ou dans la chapelle de la Vierge de Condécourt. En dessous, la limite des allèges est soulignée par un simple tore, qui constitue donc le quatrième élément de scansion horizontale. On ne peut toutefois pas considérer le soubassement des fenêtres comme un niveau d'élévation à part entière. Les arcatures plaquées qui sont en bonne partie responsables de l'élégance du chœur sont analogues au triforium, mais plus élevées. La différence est seulement que les arcatures ne sont pas regroupées deux par deux dans la première travée. C'est visiblement une erreur d'appréciation de l'architecte, car elles ne sont ainsi pas situées à l'aplomb de celles du triforium, et un pan de mur reste libre près des colonnettes à l'intersection avec le transept. Les arcatures plaquées de ce type sont déjà fréquentes à l'époque romane. D'autres exemples dans le Vexin sont Cormeilles-en-Vexin, Moussy, Parnes, Ronquerolles, Saint-Clair-sur-Epte, Us, etc. ,.

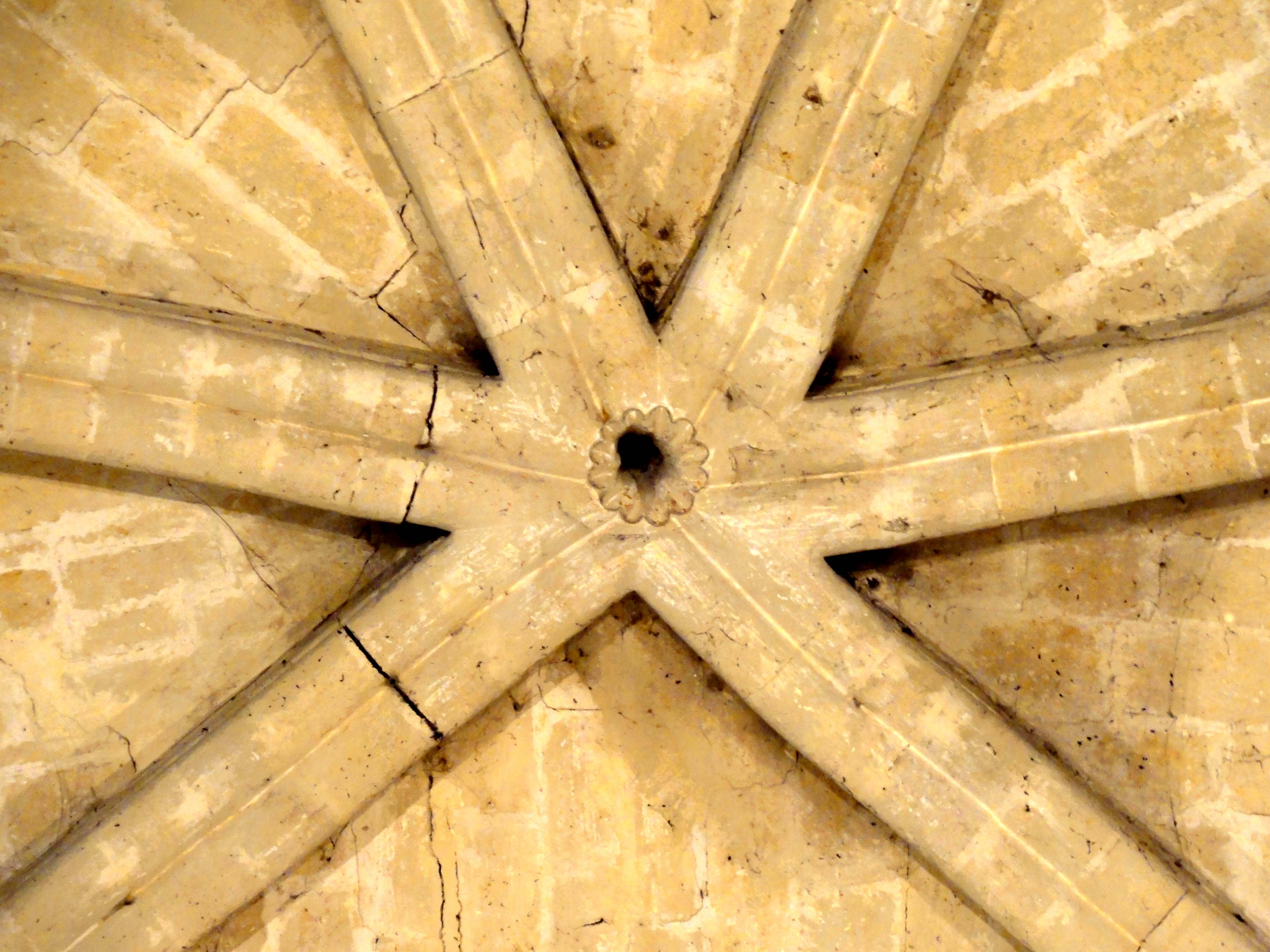
Clé de voûte de l'abside.
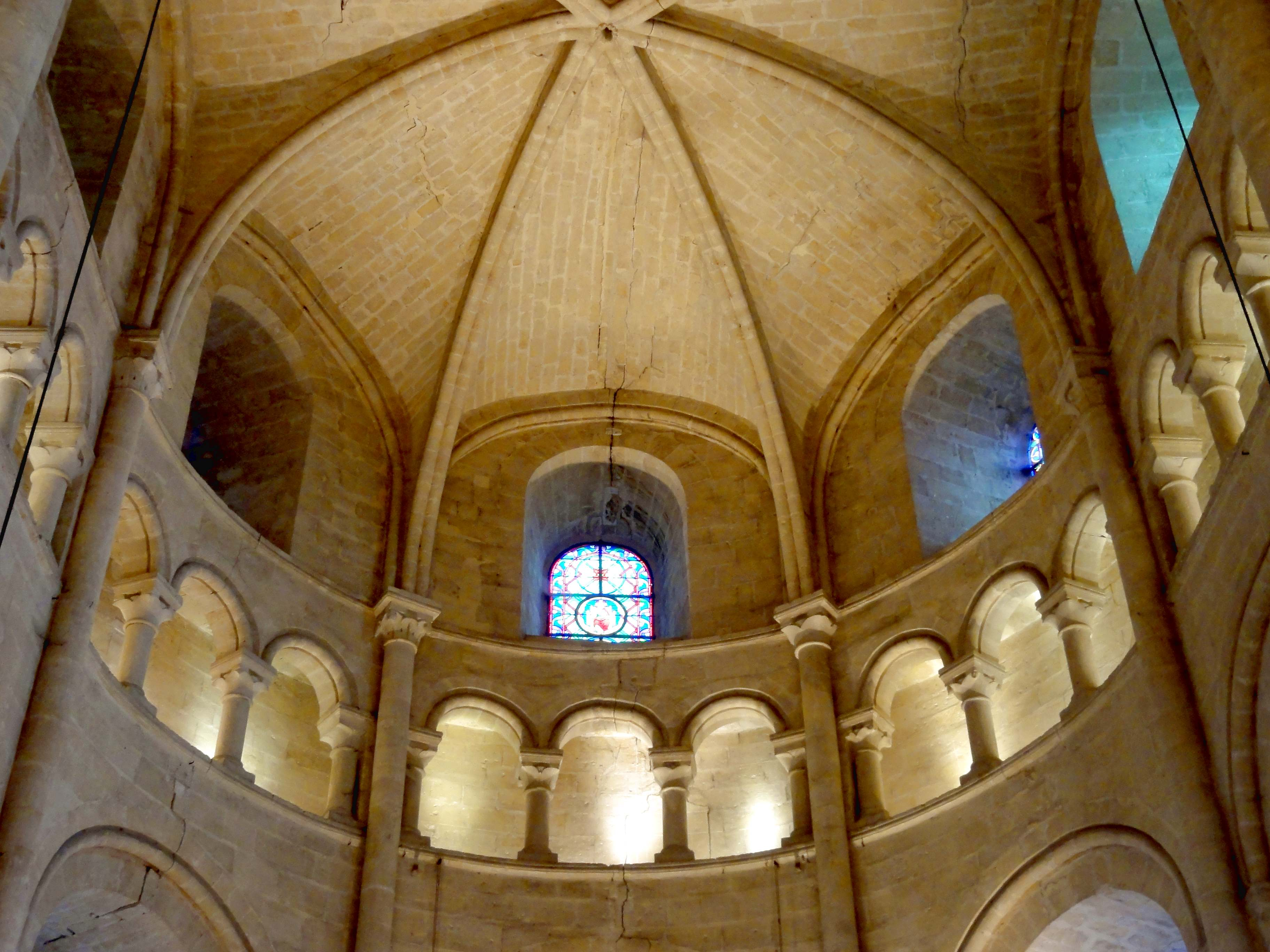
Parties hautes de l'abside.
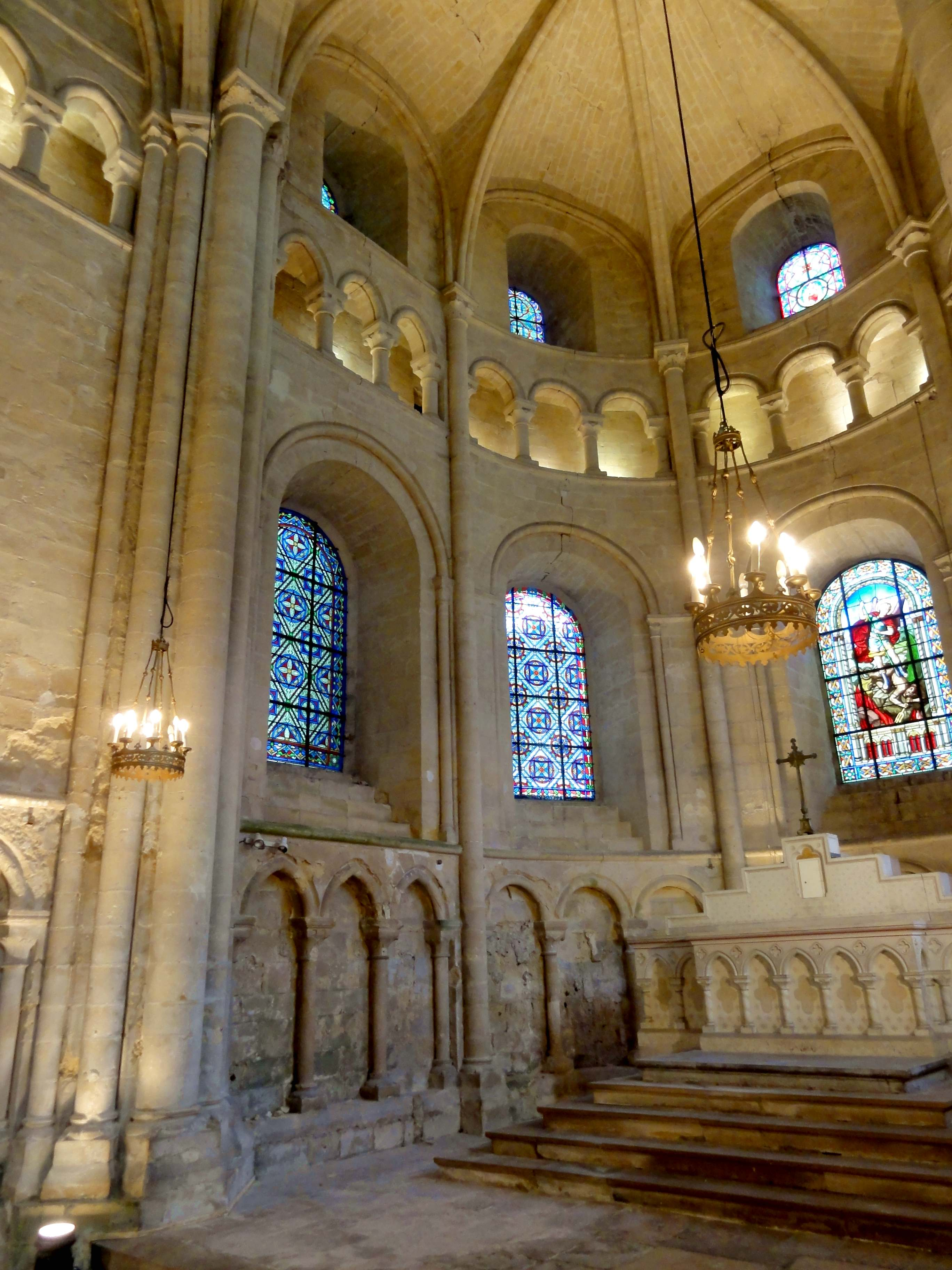
Abside, vue vers le nord-est.
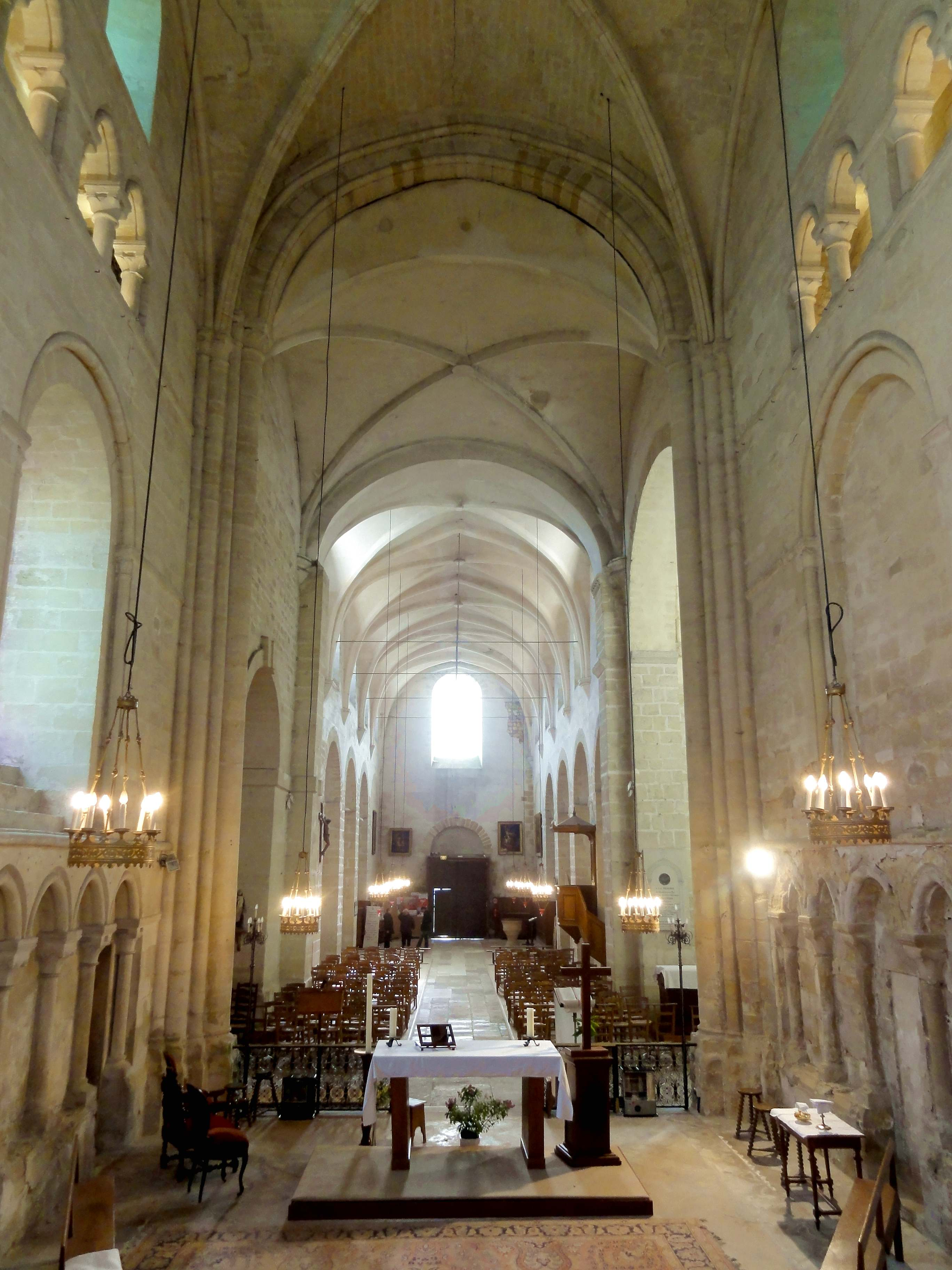
Chœur, vue vers l'ouest.
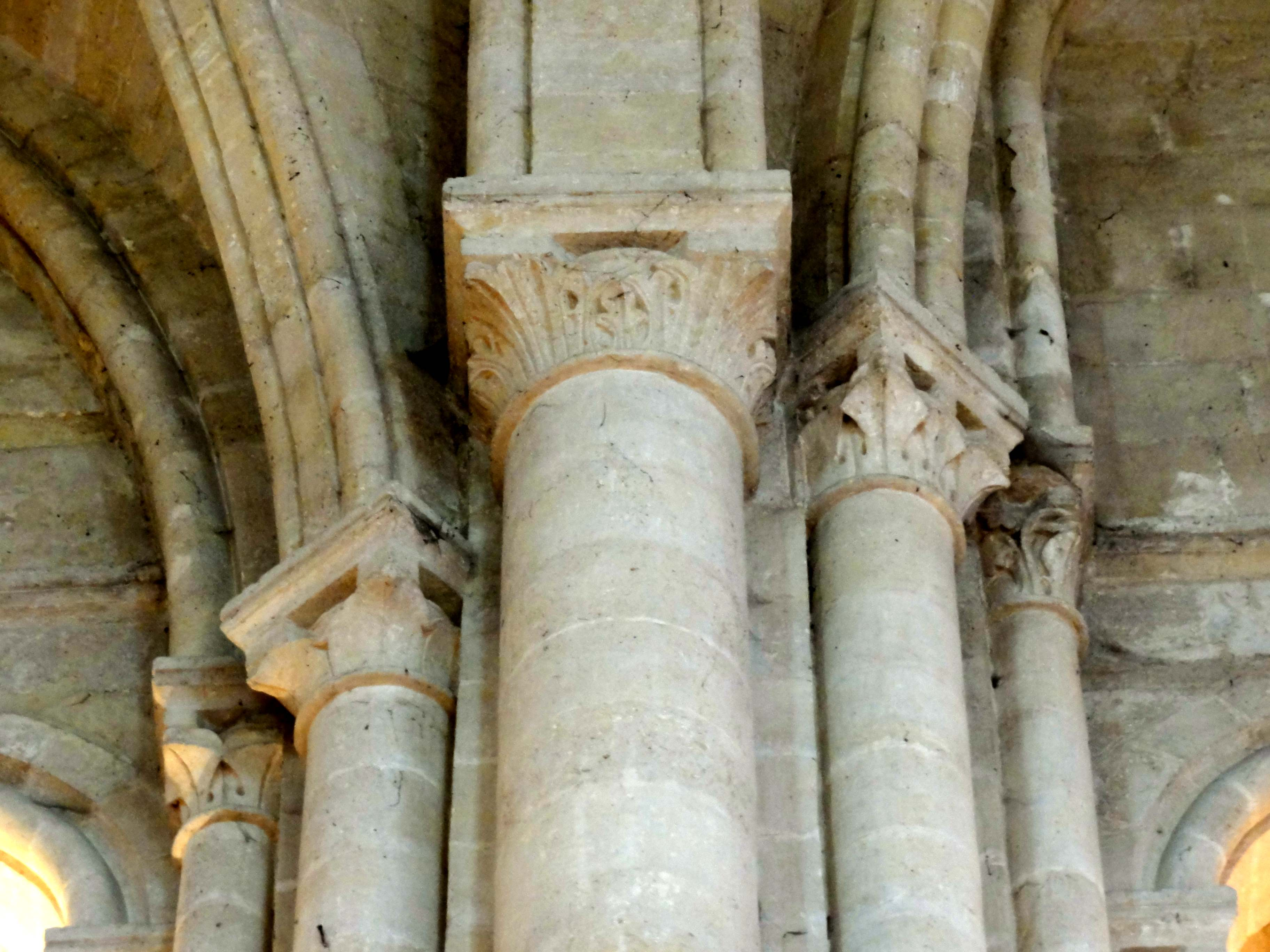
Chapiteaux à l'intersection des travées, côté nord.
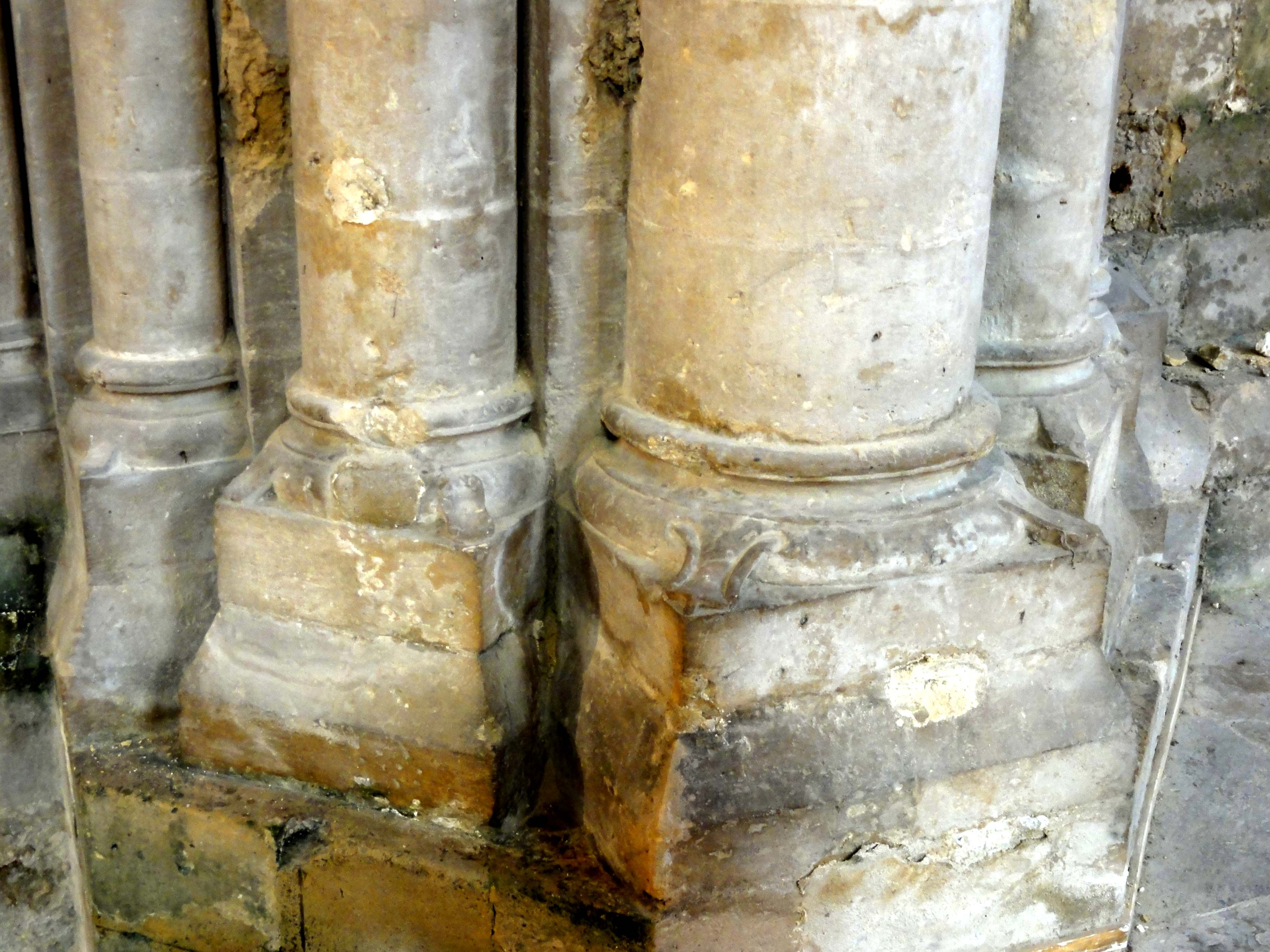
Bases à l'intersection des travées, côté nord.

### Extérieur

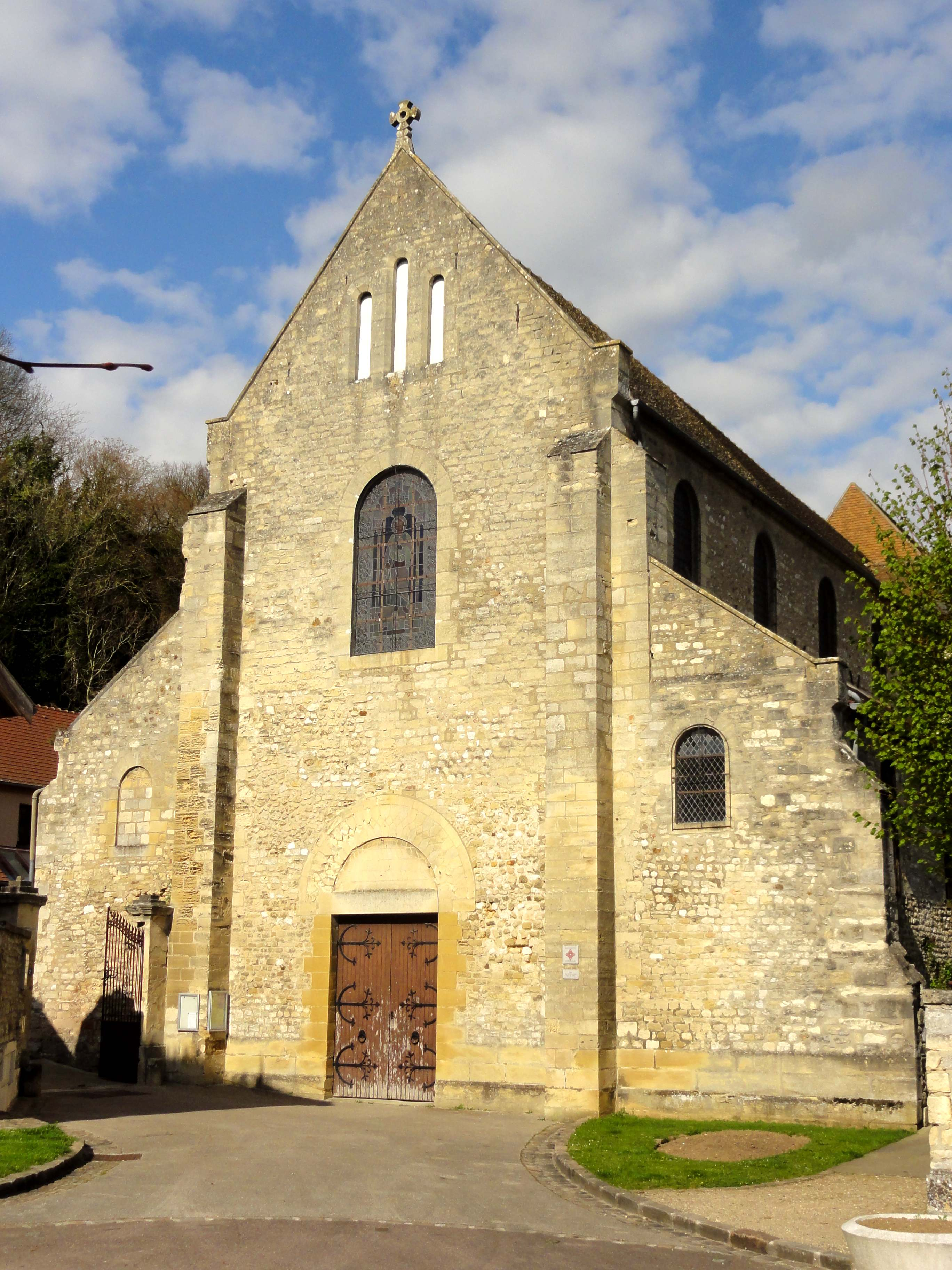
Vue depuis le sud-ouest.

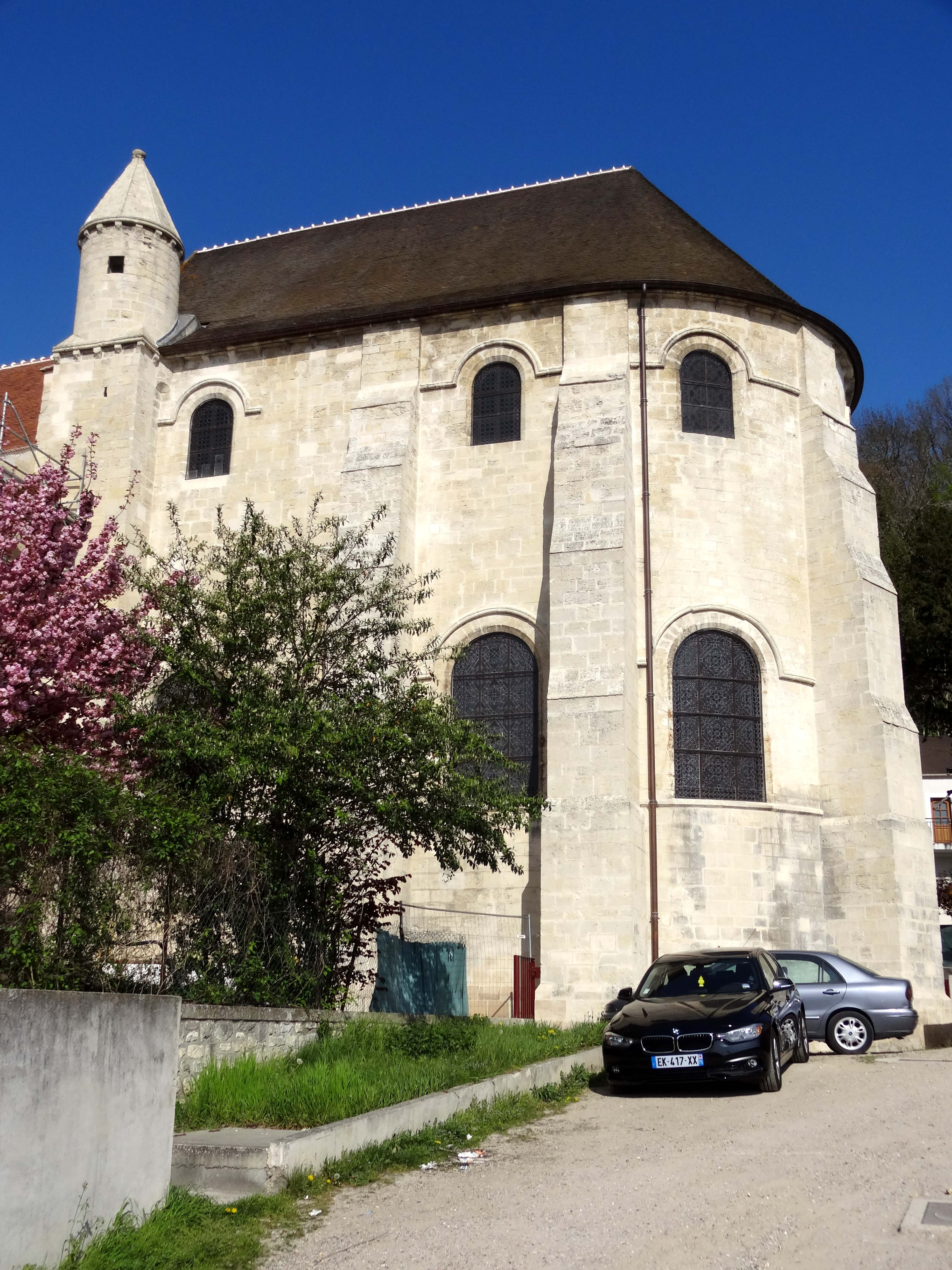
Chœur, côté sud-est.

L'église est construite en pierre calcaire provenant d'une carrière toute proche, encore en activité en 1886. Les contreforts, les pourtours des fenêtres et les corniches sont en pierre de taille, et les murs, tantôt en pierres de moyen appareil, tantôt en petits moellons plus ou moins réguliers, ou en blocage en ce qui concerne les murs gouttereaux des bas-côtés. En fonction du type d'appareil, les joints sont minces ou plus épais, ou les moellons sont à moitié noyés dans un mortier. Concernant les murs en blocage, Eugène Lefèvre-Pontalis dit qu'il est facile de constater que les assises sont anciennes. Seul l'enduit de plâtre qui les recouvre par endroits est moderne. Les angles de la façade et du croisillon nord sont épaulés par deux contreforts orthogonaux pas aussi plats que souvent à la période romane. Ils s'amortissent par un glacis à faible pente. Les murs des bas-côtés ne possèdent de contreforts qu'au début, du côté nord et du côté sud seulement, mais pas du côté ouest. Aucune des fenêtres du milieu du XIe siècle n'est décorée. Les corniches de la nef et du bas-côtés sont modernes. Le croisillon nord conserve une intéressante corniche de l'époque de son voûtement au milieu du XIIe siècle, qui a été partiellement refaite. Elle est constituée de corbeaux sculptés d'une feuille, d'une fleur de violette, d'une étoile ou d'autres motifs, et de trois fleurettes à quatre pétales dans les intervalles.
La façade occidentale a été remaniée après le classement en 1850, et n'est plus très authentique. Son ordonnancement très simple paraît toutefois plus proche de l'esprit de l'architecture d'origine que son état en 1850, quand le portail était abrité sous un porche en charpente. Les piédroits du portail et le linteau monolithique ont été très sèchement refaites, de même que le tympan appareillé en opus spicatum. La façade de Cinqueux, de la fin du XIe siècle, possède un tympan identique. L'arc de décharge, qui semble partiellement ancien, se compose de quatre rangs de claveaux. Le premier et le troisième rang sont assemblés de pierres rectangulaires taillées en pointe, tandis que le deuxième rang est formé par des pierres carrées posées en losange. Le rang supérieur est constitué de pierres plates en segment de cercle. La fenêtre en anse de panier qui s'ouvrait immédiatement au-dessus du tympan en 1850 a été supprimée, et la fenêtre haute, en plein cintre et tout aussi large que haute, a été remplacée par une fenêtre analogue à celles des élévations latérales et du croisillon nord. En haut du pignon, les trois étroites arcades en tiers-point destinées à l'aération des combles ont été remplacées par trois arcades en plein cintre encore plus étroites, et non plus judicieusement par un oculus.
Si le clocher provisoire des années 1770, à l'étage du croisillon sud, est dénué de tout intérêt, il en va autrement de la tourelle d'escalier dans l'angle avec le chœur. Contemporain de celui-ci, il devait faciliter l'accès au clocher central qui s'élevait jadis au-dessus de la croisée du transept. À présent, il ne dessert plus que les combles. Au niveau de la corniche du chœur, qui passe également autour de la tourelle, elle transite d'un plan carré vers un plan circulaire moyennant deux glacis triangulaires aux angles sud-ouest et sud-est. La partie supérieure de la tourelle évoque une échauguette, et est seulement ajourée d'une petite ouverture carrée. Une deuxième corniche termine cette partie. Comme la précédente, elle est moulurée d'un filet, d'un listel, d'une étroite gorge et d'un gros tore, et repose sur des corbeaux dont le biseau est taillé en quatre facettes. La tourelle est coiffée d'une flèche de pierre à huit pans délimités par des tores. Sinon, le chœur, soigneusement appareillé en pierre de taille, se caractérise surtout par ses larges contreforts à ressauts fortement saillants, qui évoquent l'abside de Vétheuil et n'ont plus grande chose de roman. Ils se retraitent par un fruit à la limite des allèges, comme par ailleurs les murs, puis sont scandés par trois glacis de plus en plus rapprochés. Enfin, le dernier glacis, qui se situe au niveau des impostes des fenêtres hautes, est plus court que les précédents, et au-dessus, les contreforts se continue sous la forme de pilastres plats jusqu'à la corniche. Les fenêtres basses et les fenêtres hautes sont surmontées d'un bandeau mouluré, qui se prolonge latéralement au niveau des impostes, et se poursuit jusqu'aux contreforts. Dans son ensemble, le chœur reste authentique et constitue un témoignage particulièrement intéressant des débuts de l'architecture gothique dans la vallée de la Seine.

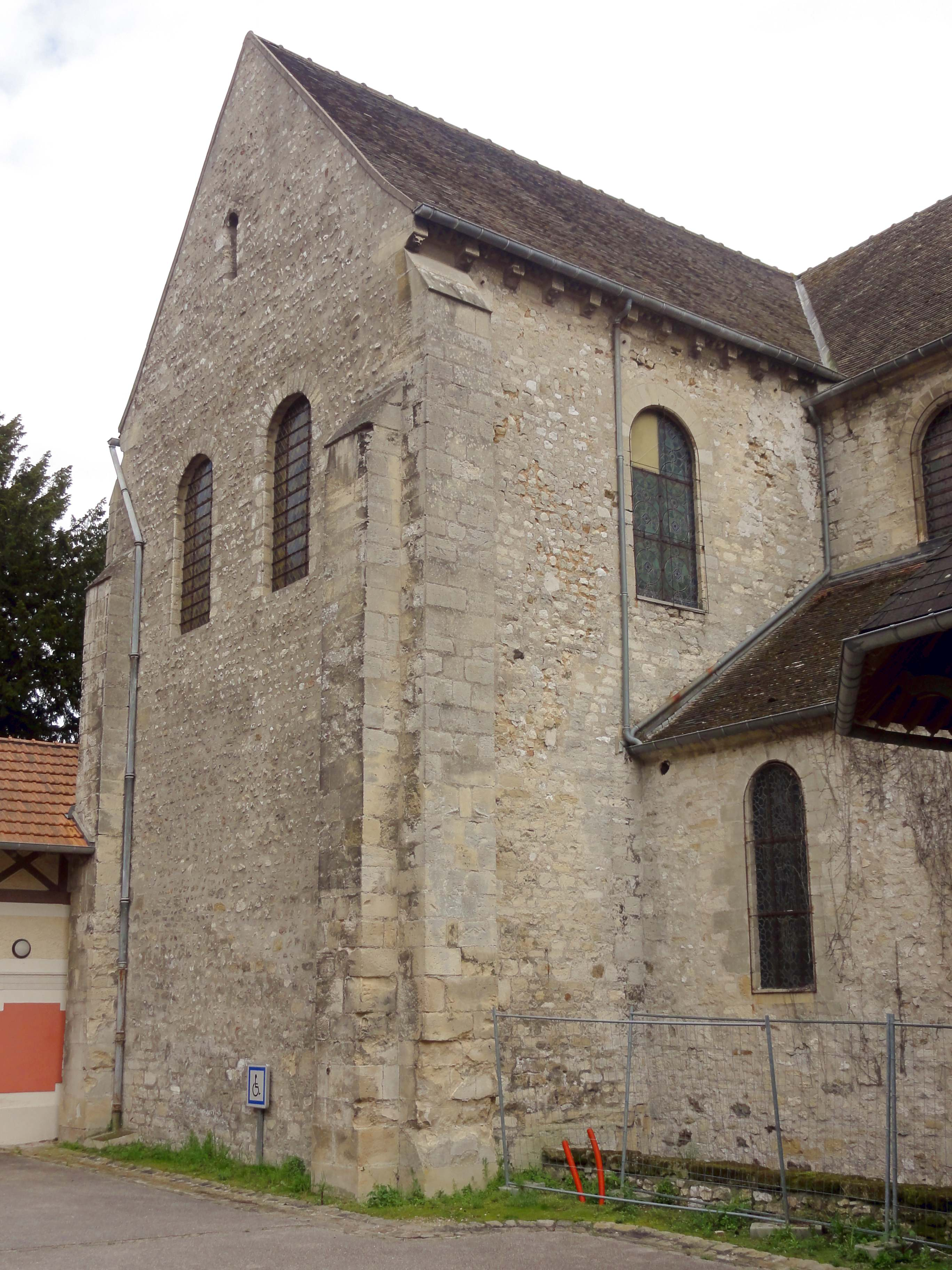
Croisillon nord.
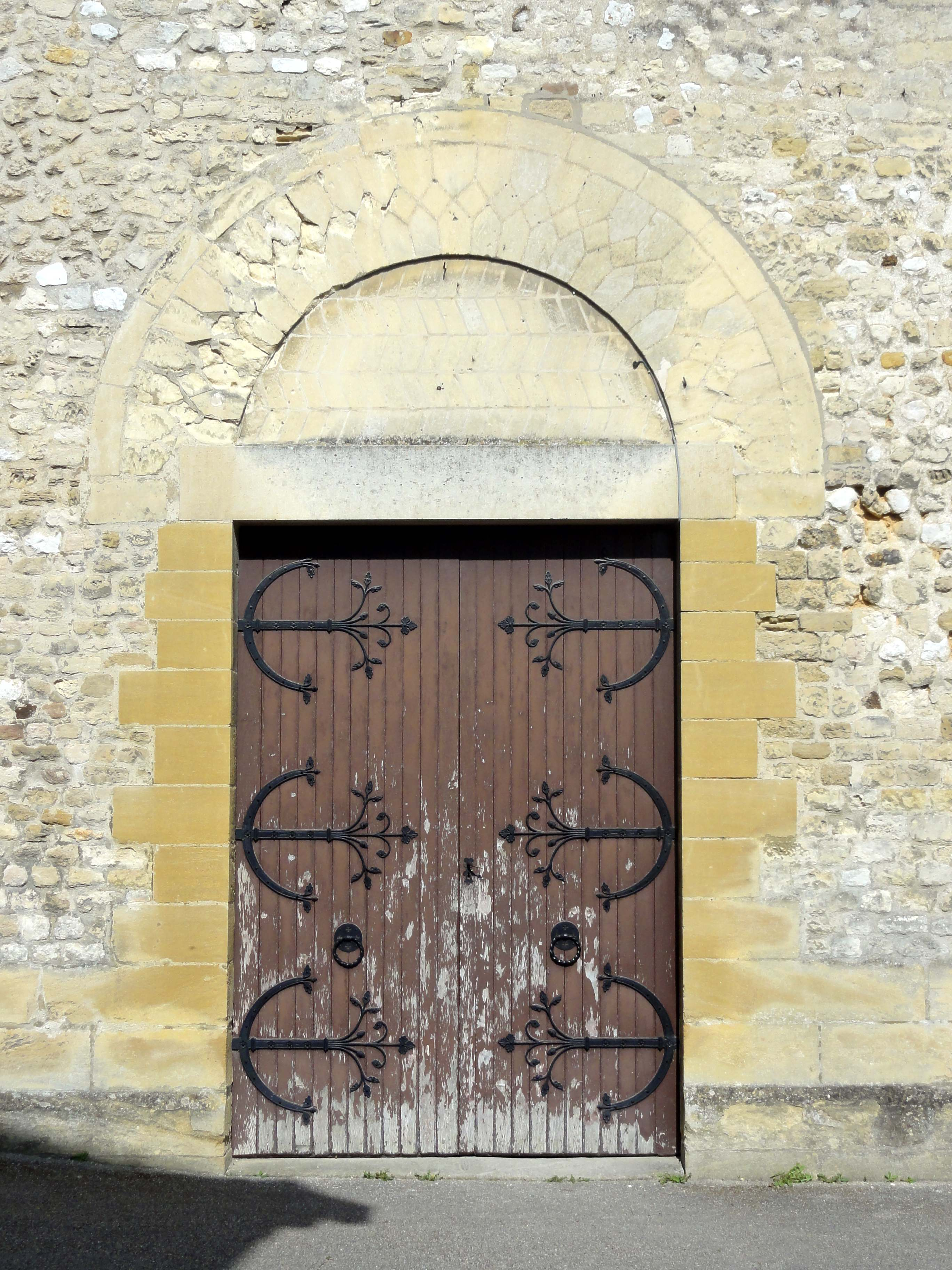
Portail occidental.
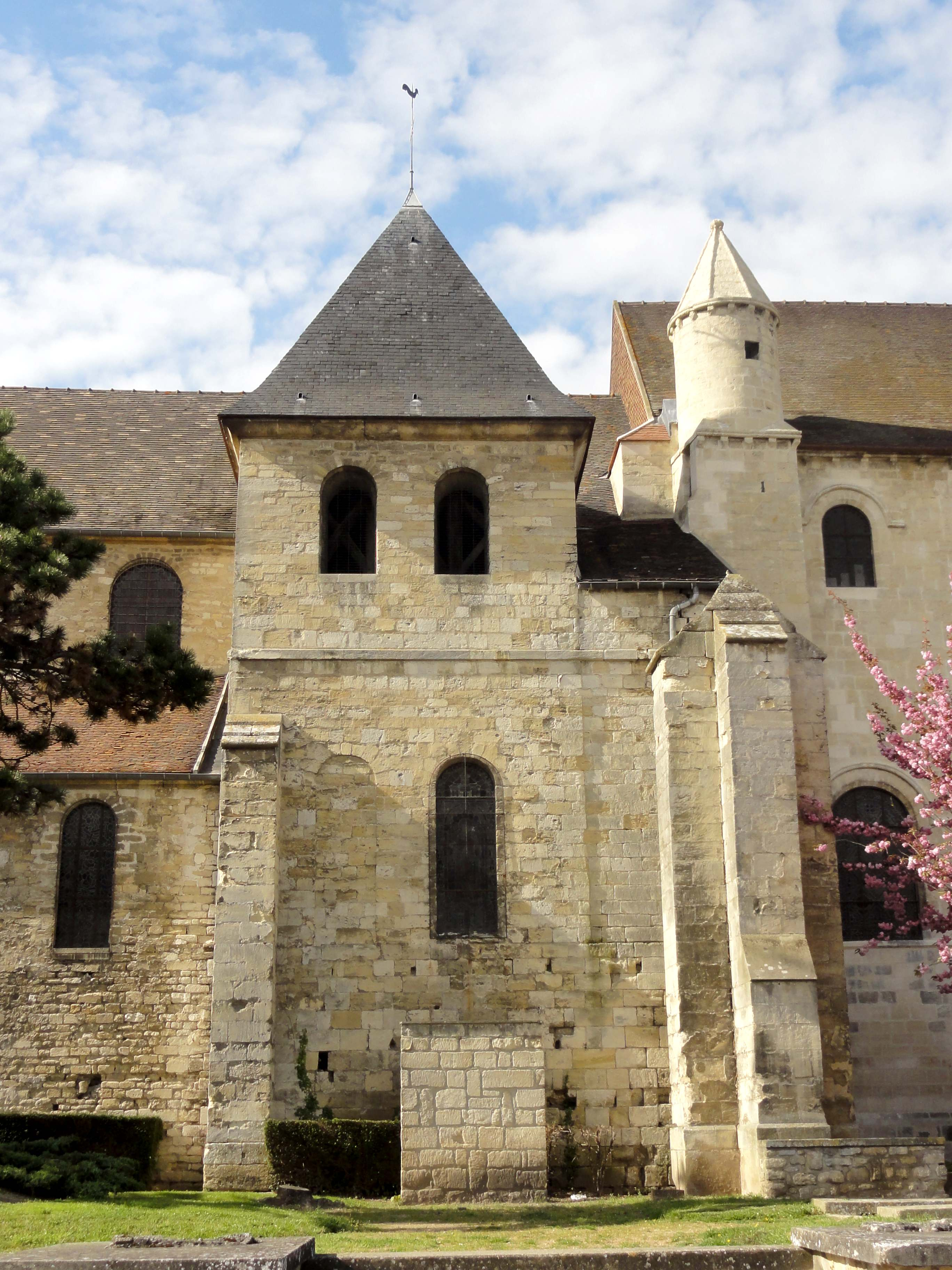
Croisillon sud.
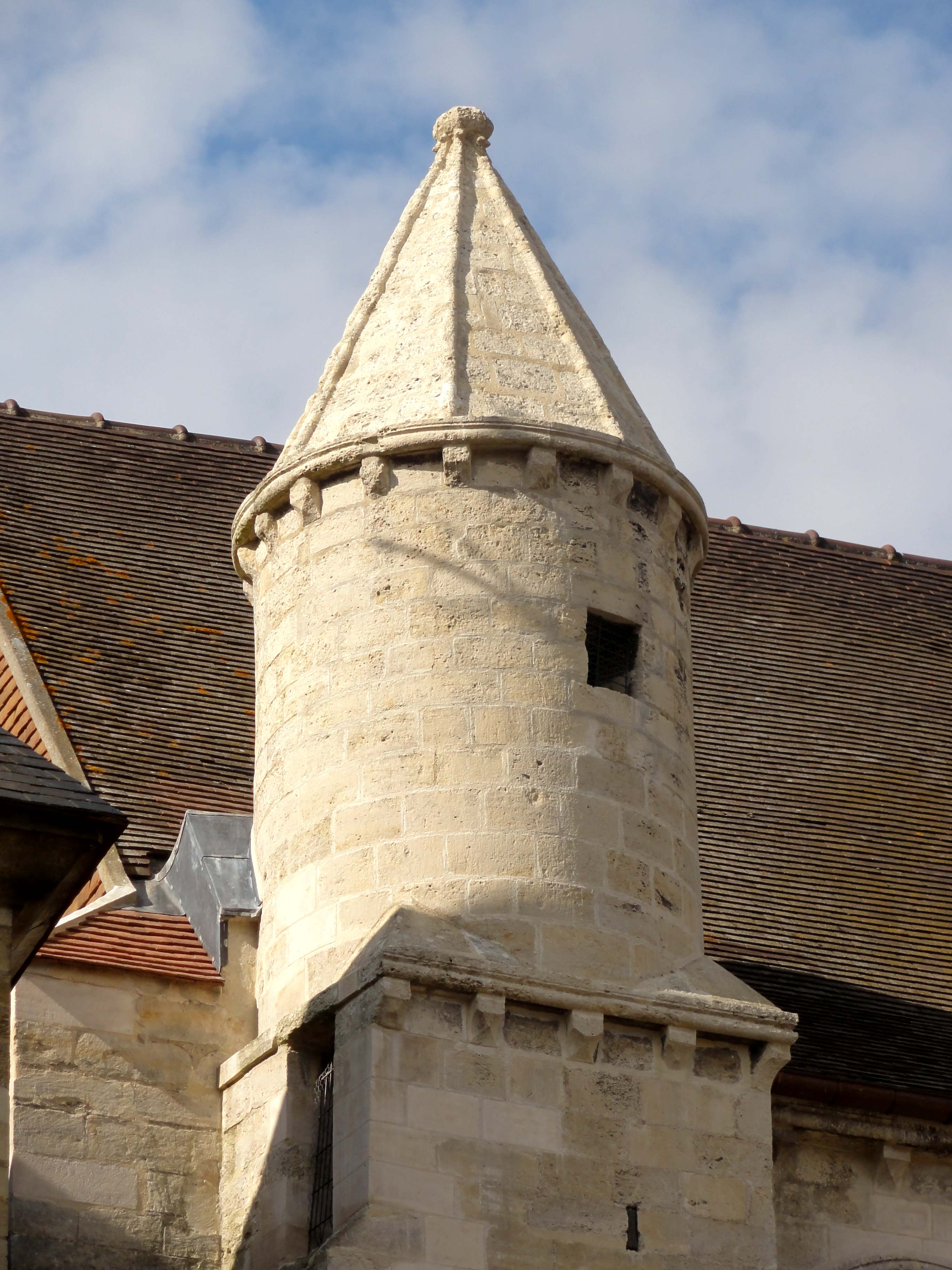
Tourelle d'escalier.
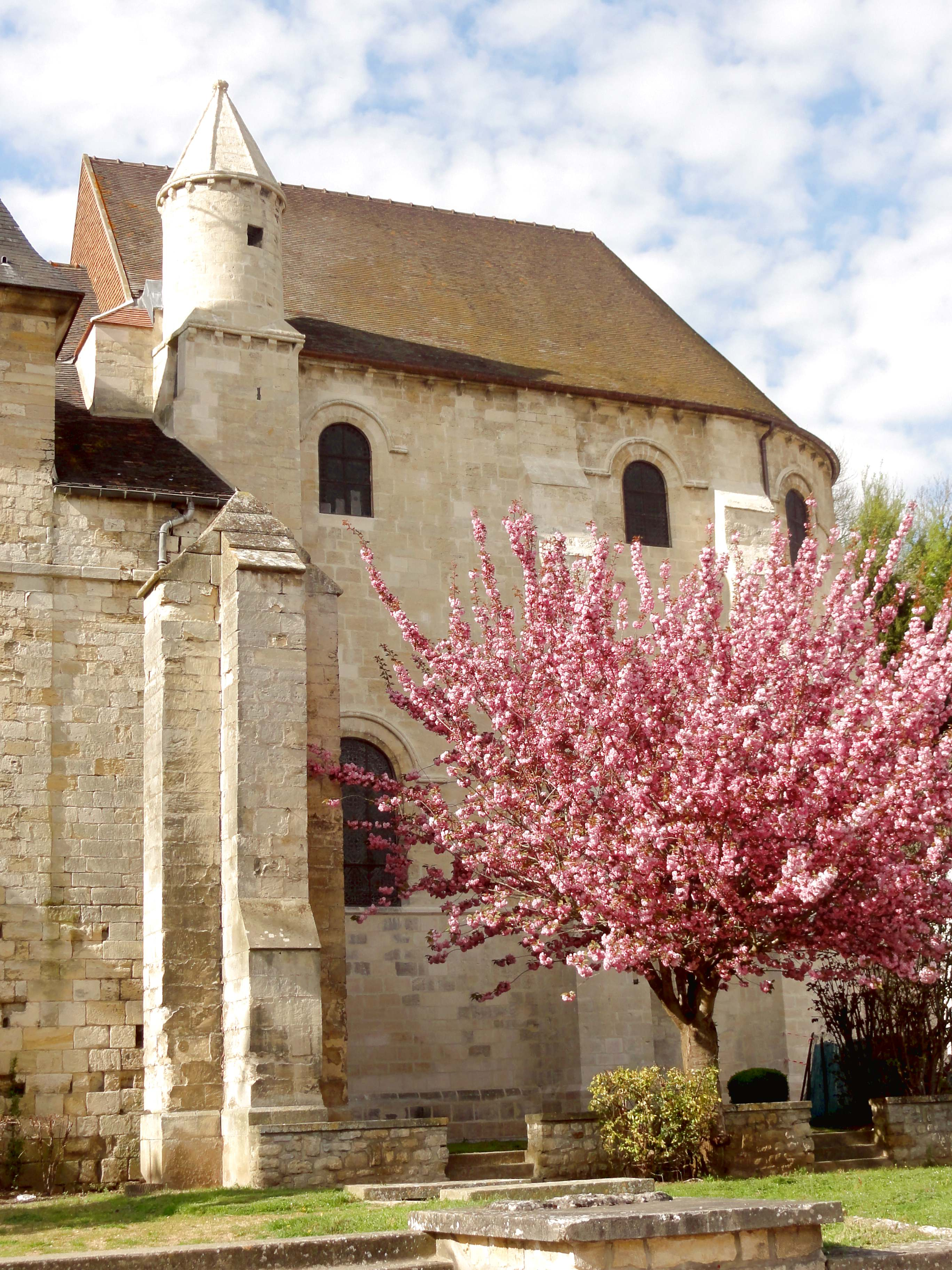
Chœur, côté sud.
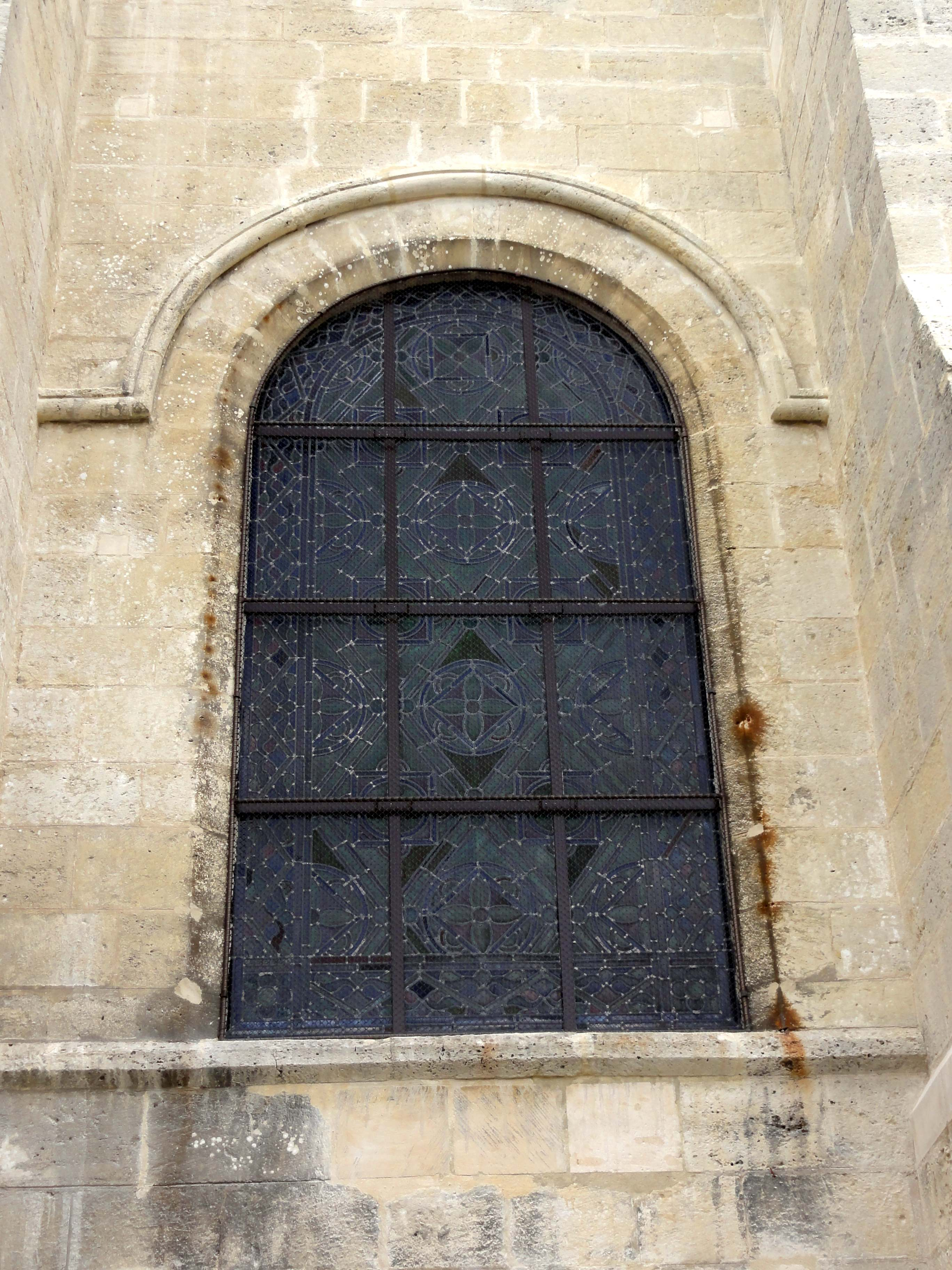
Chœur, fenêtre basse.